# Biserica reformată din Unguraș

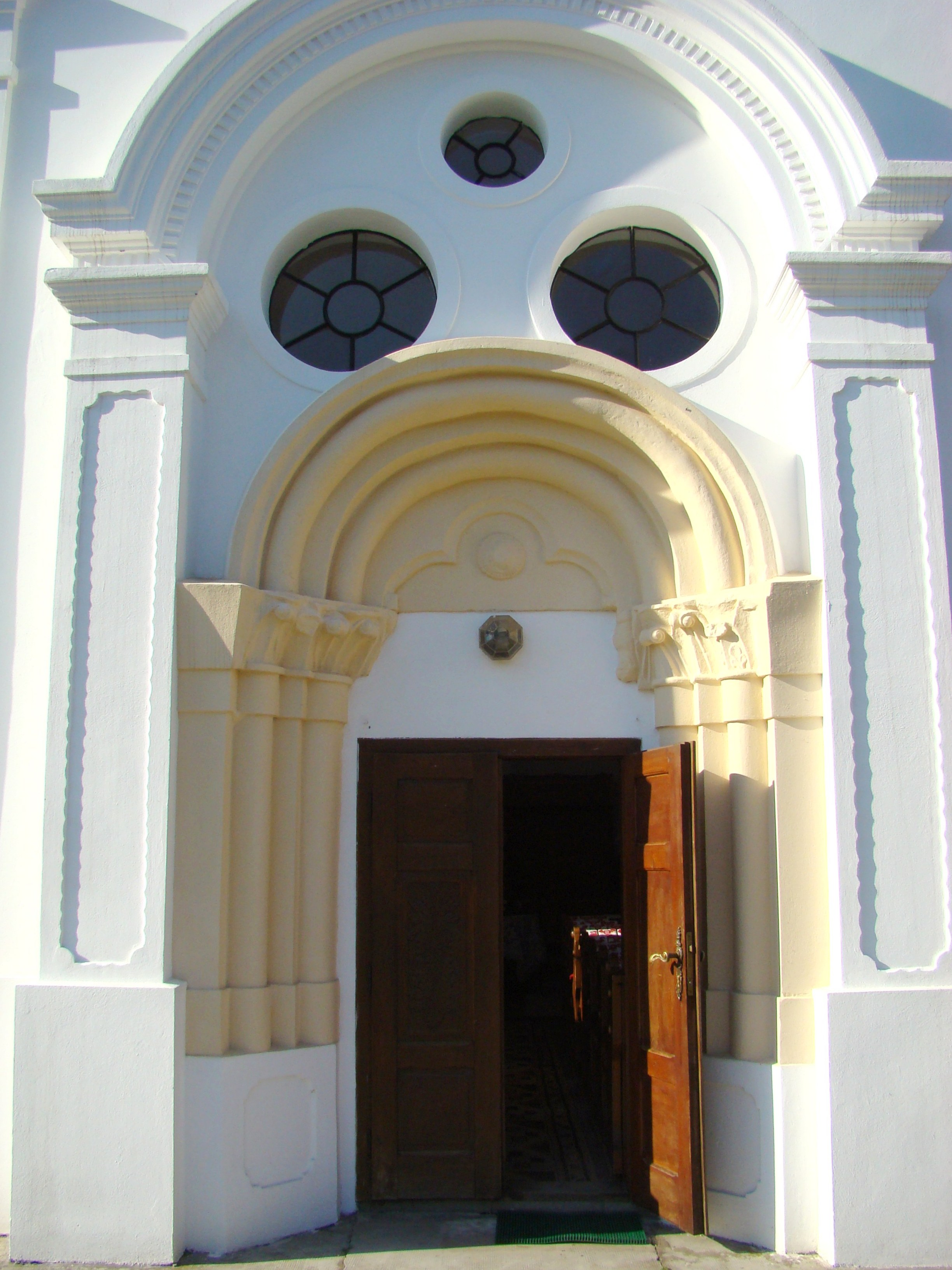
Portalul romanic al laturii de sud

Biserica reformată din Unguraș este un monument istoric aflat pe teritoriul satului Unguraș, comuna Unguraș.

## Localitatea
Unguraș (în maghiară Bálványosváralja) este satul de reședință al comunei cu același nume din județul Cluj, Transilvania, România. Prima menționare documentară a satului Unguraș este din anul 1269, sub numele de Castrum Balwanius.

## Biserica
Biserica satului a fost construită în secolul al XIII-lea și a fost închinată de călugării cistercieni Fecioarei Maria. În secolul al XVI-lea, în contextul reformei protestante, satul a devenit în întregime reformat.
Atracțiile bisericii sunt fereastra rotundă romanică târzie, capitelurile coloanelor gotice timpurii care separă nava de absidă, portalul romanic al laturii de sud.
Din mobilierul bisericii realzat de Umling, a mai rămas doar coroana amvonului. Amvonul sculptat în piatră este opera lui David Sípos din 1765. În 1992, biserica a primit mobilier cu elemente noi ale simbolurilor bisericii. Vechea orgă realizată de meșterul Kolonits a fost înlocuită în anul 1993 cu una nouă construită de József Molnár.

## Imagini din exterior

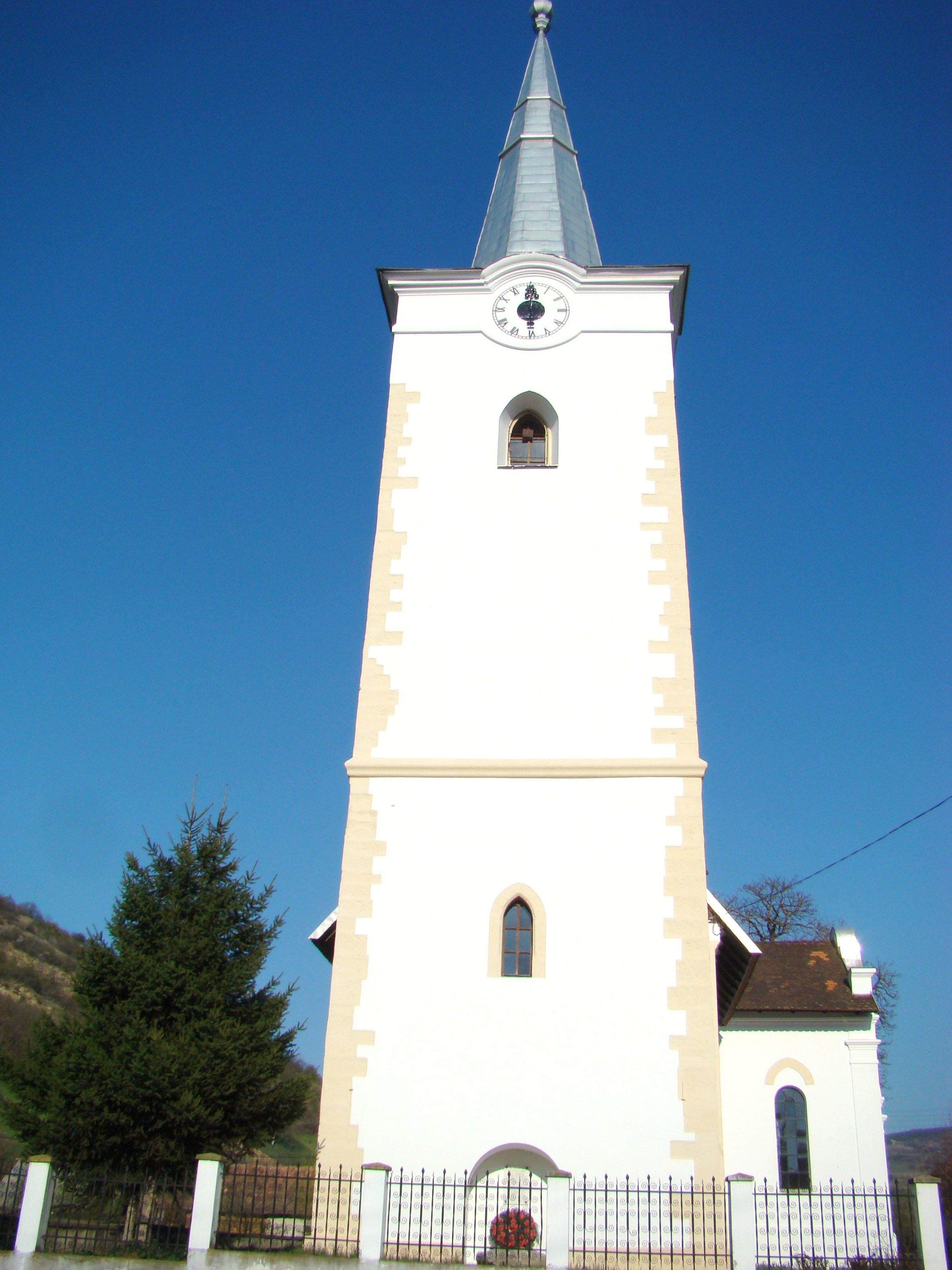
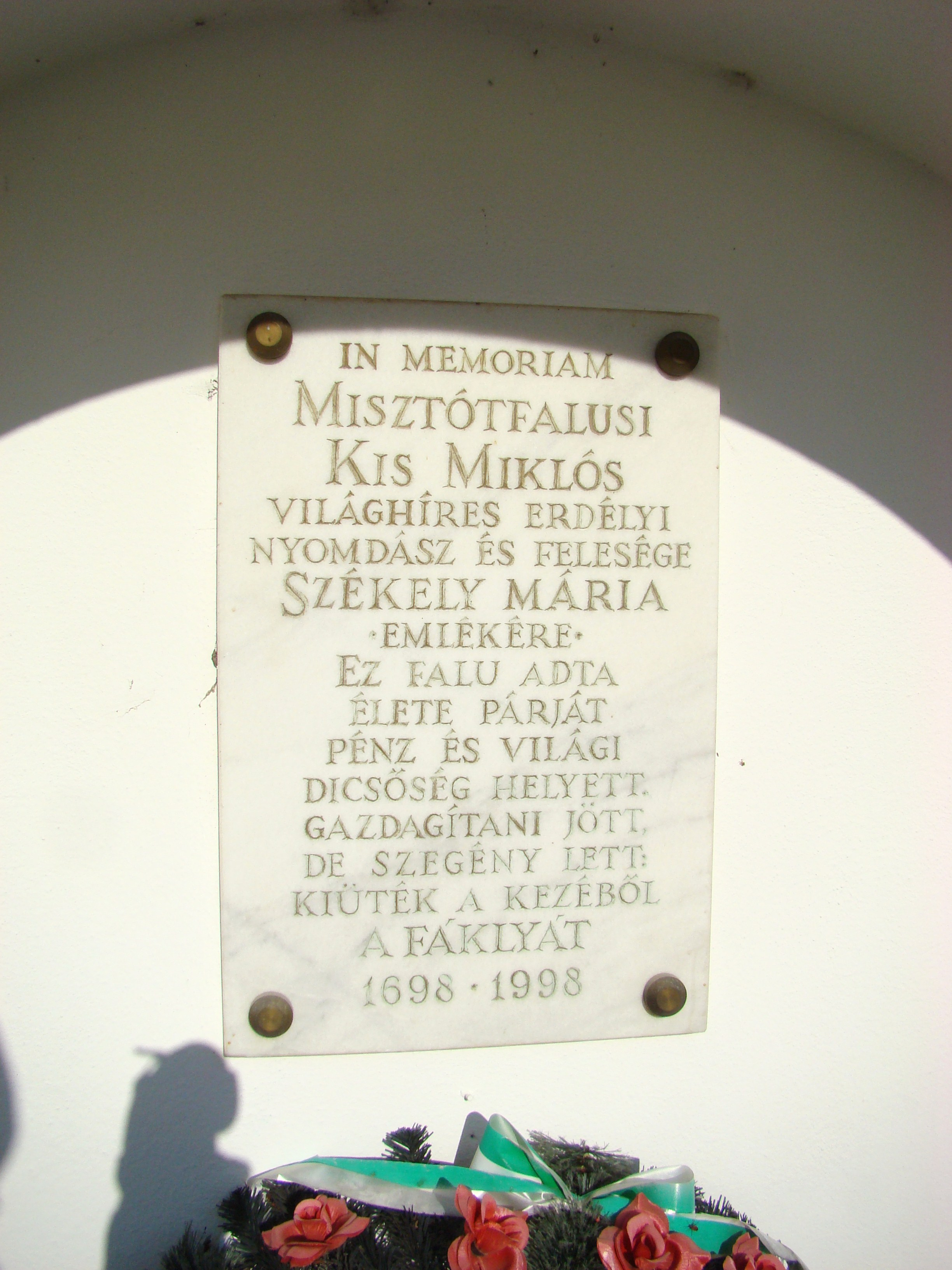
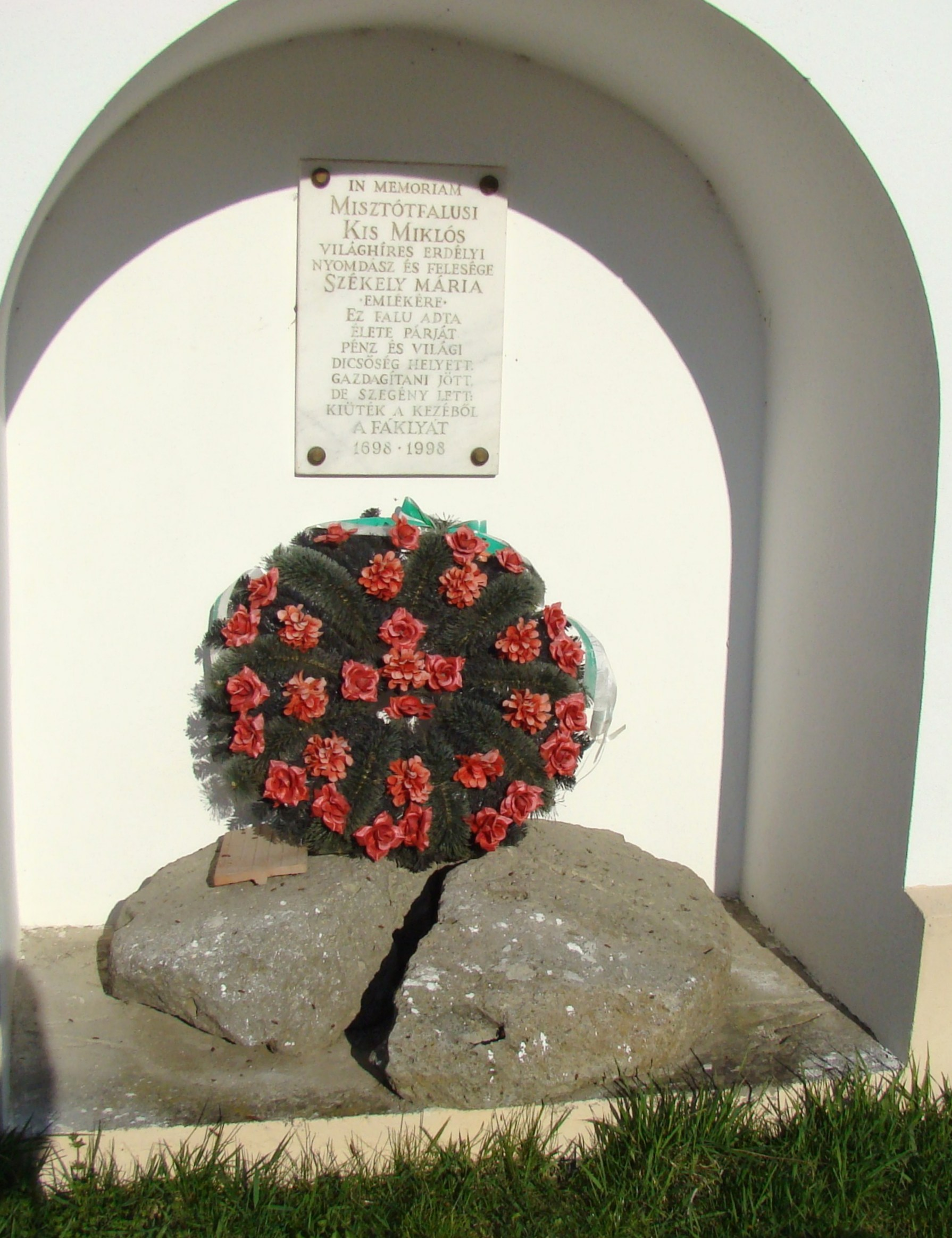
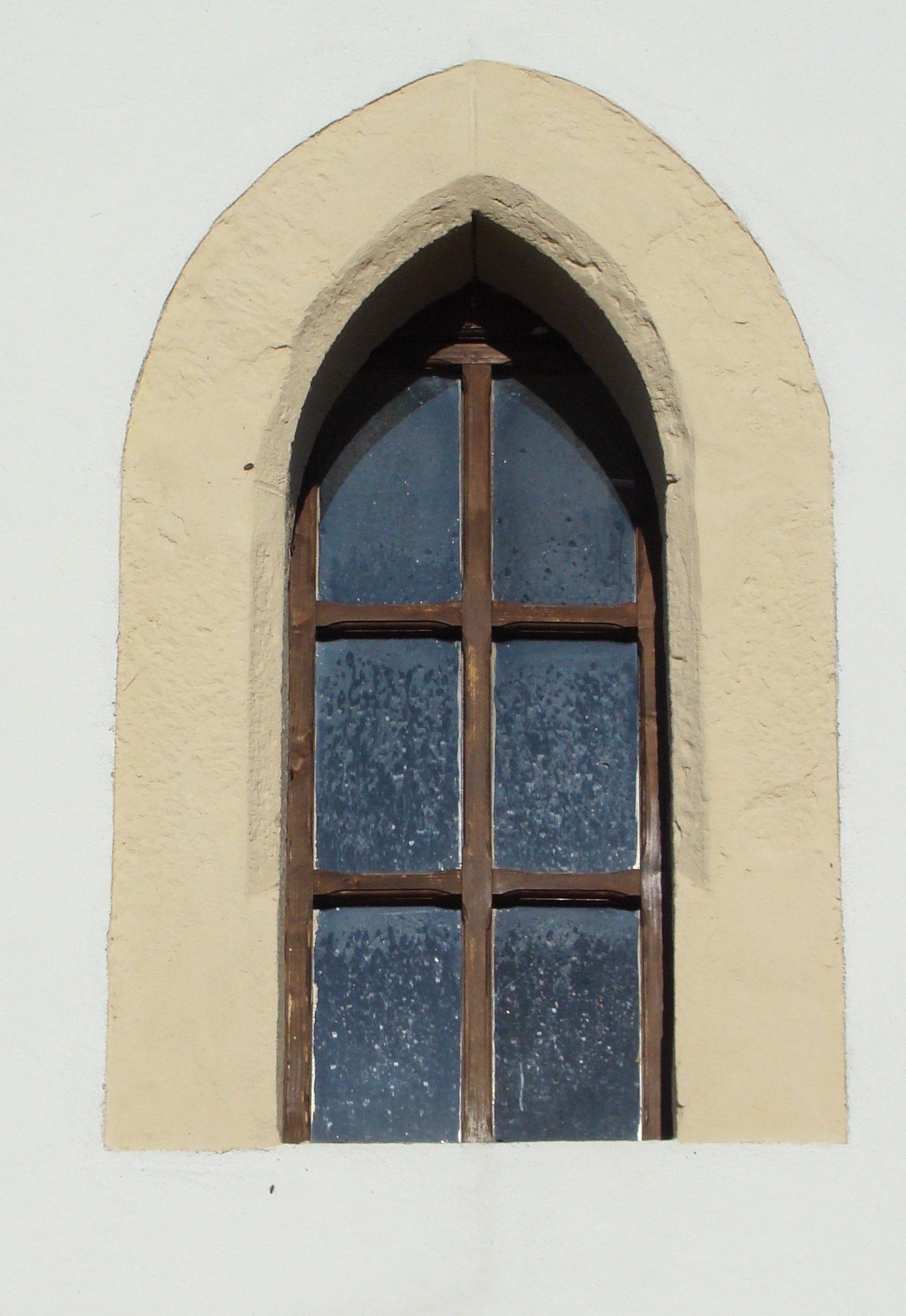
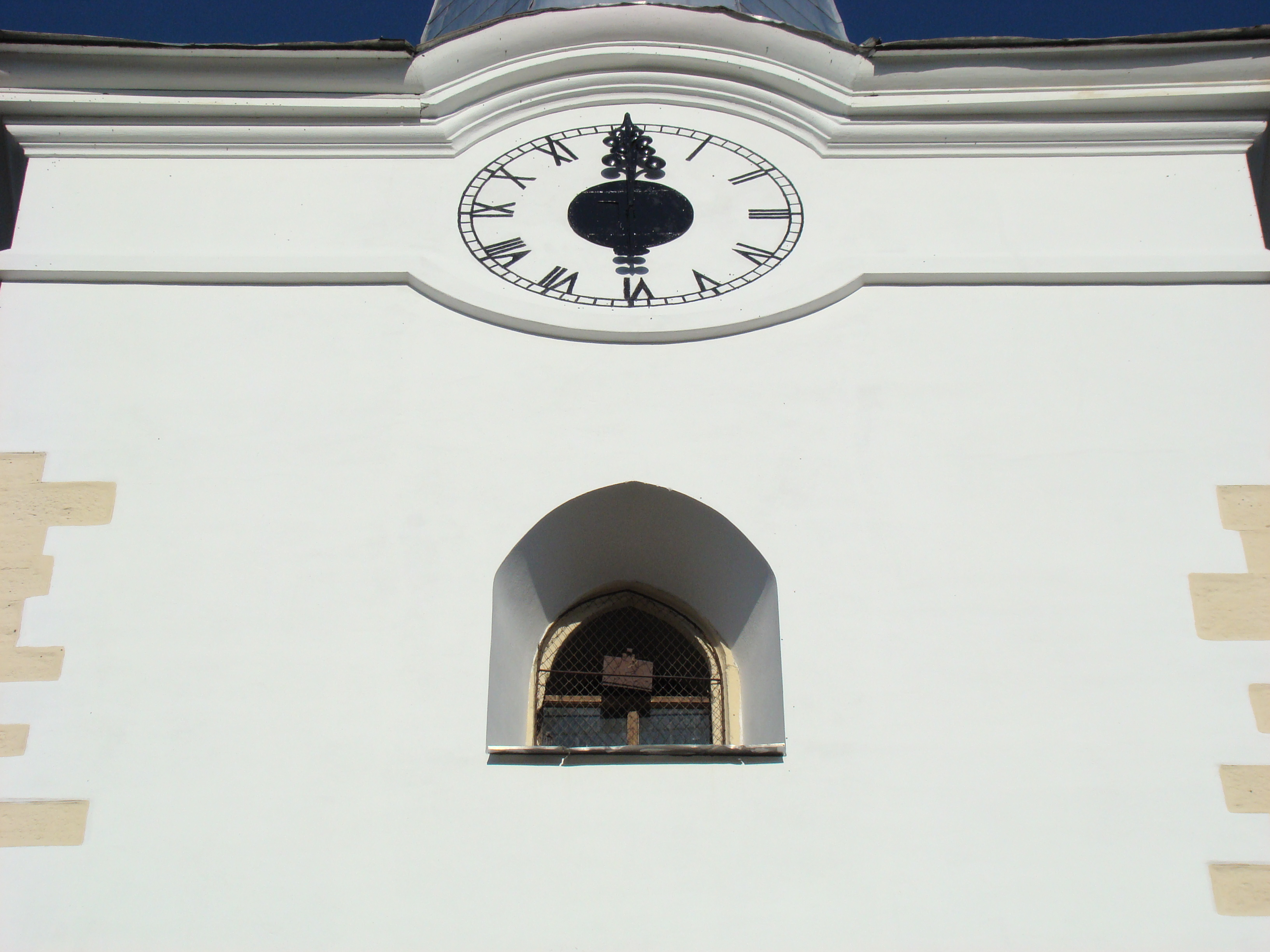
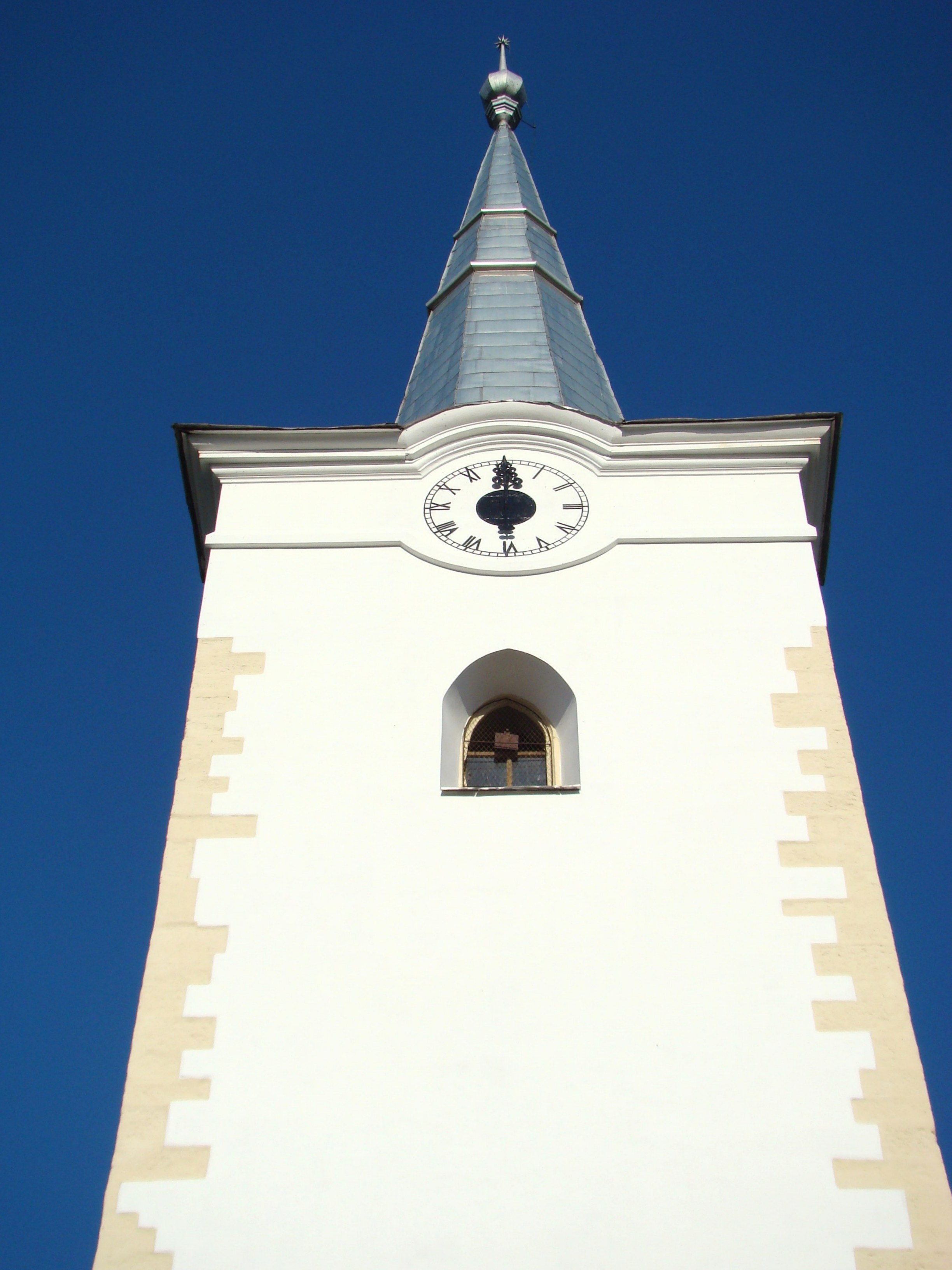
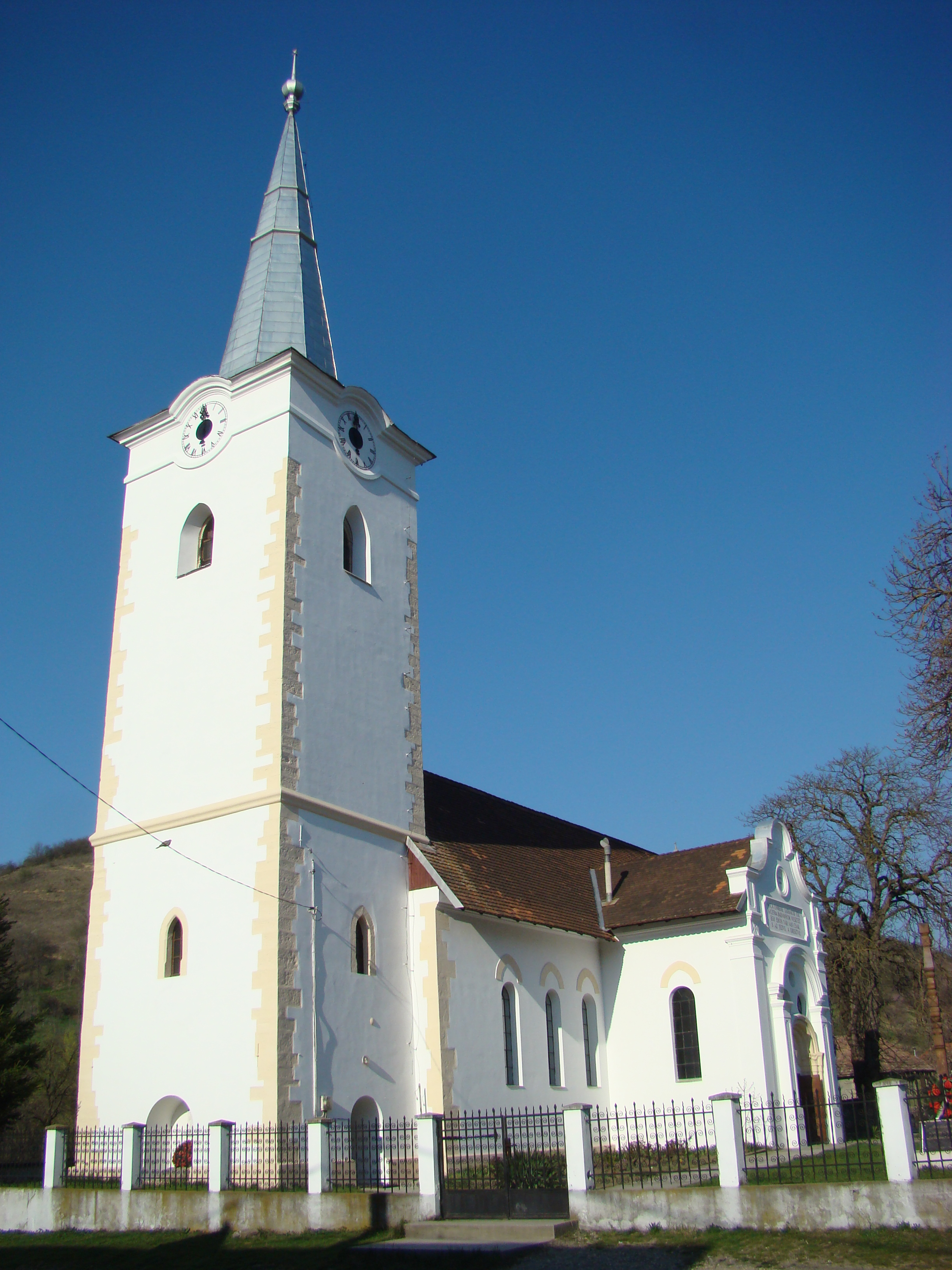
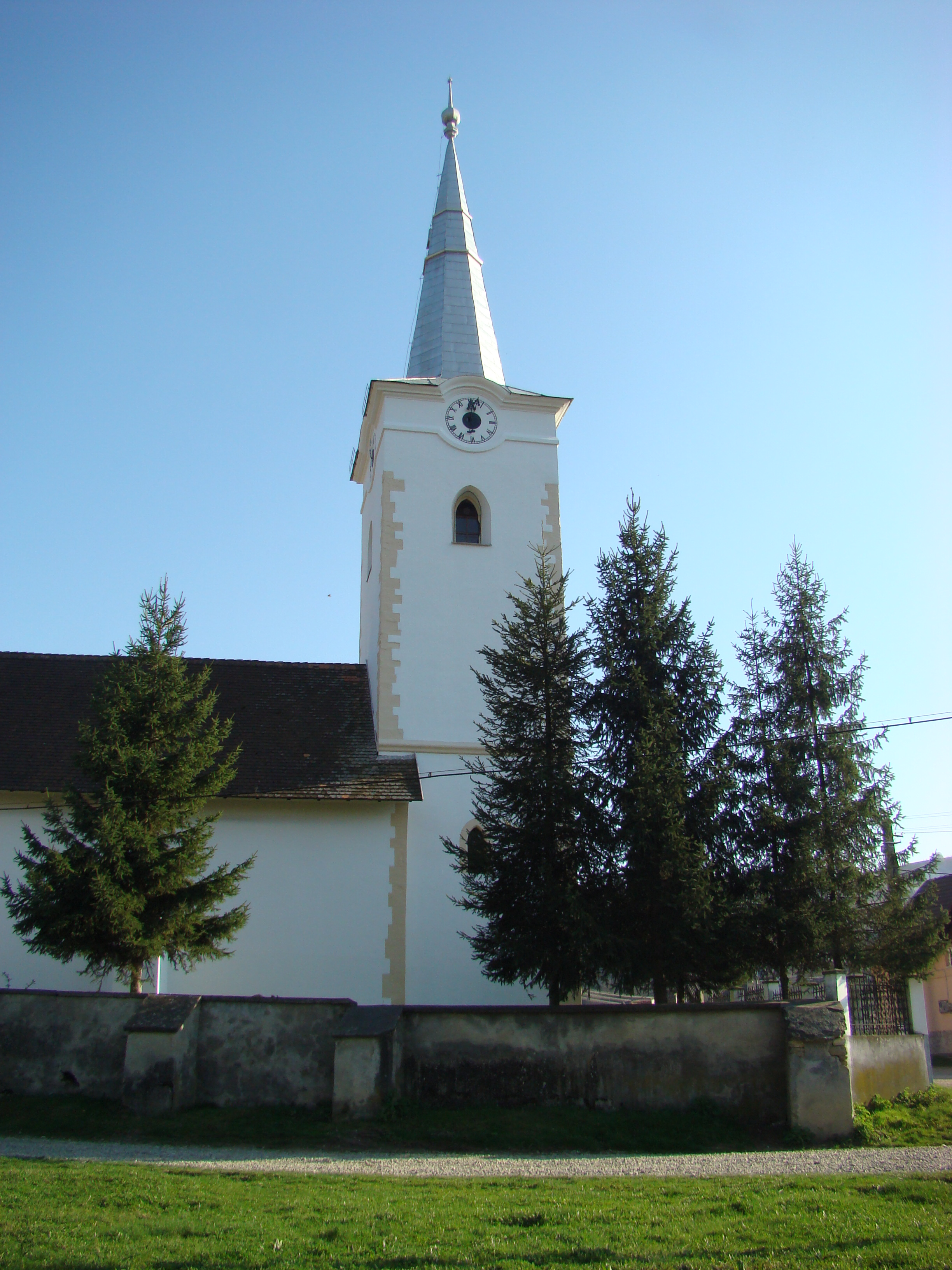
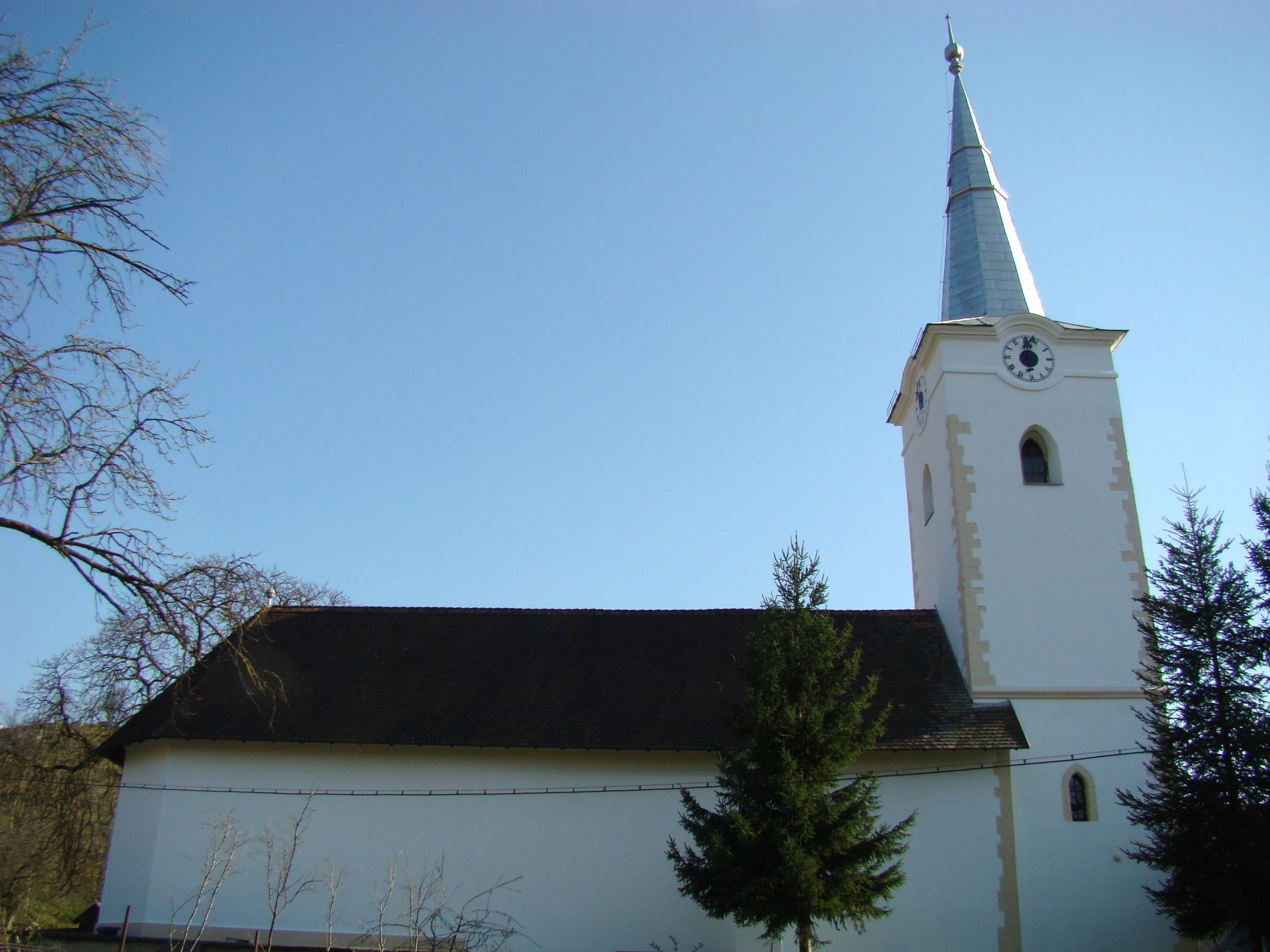
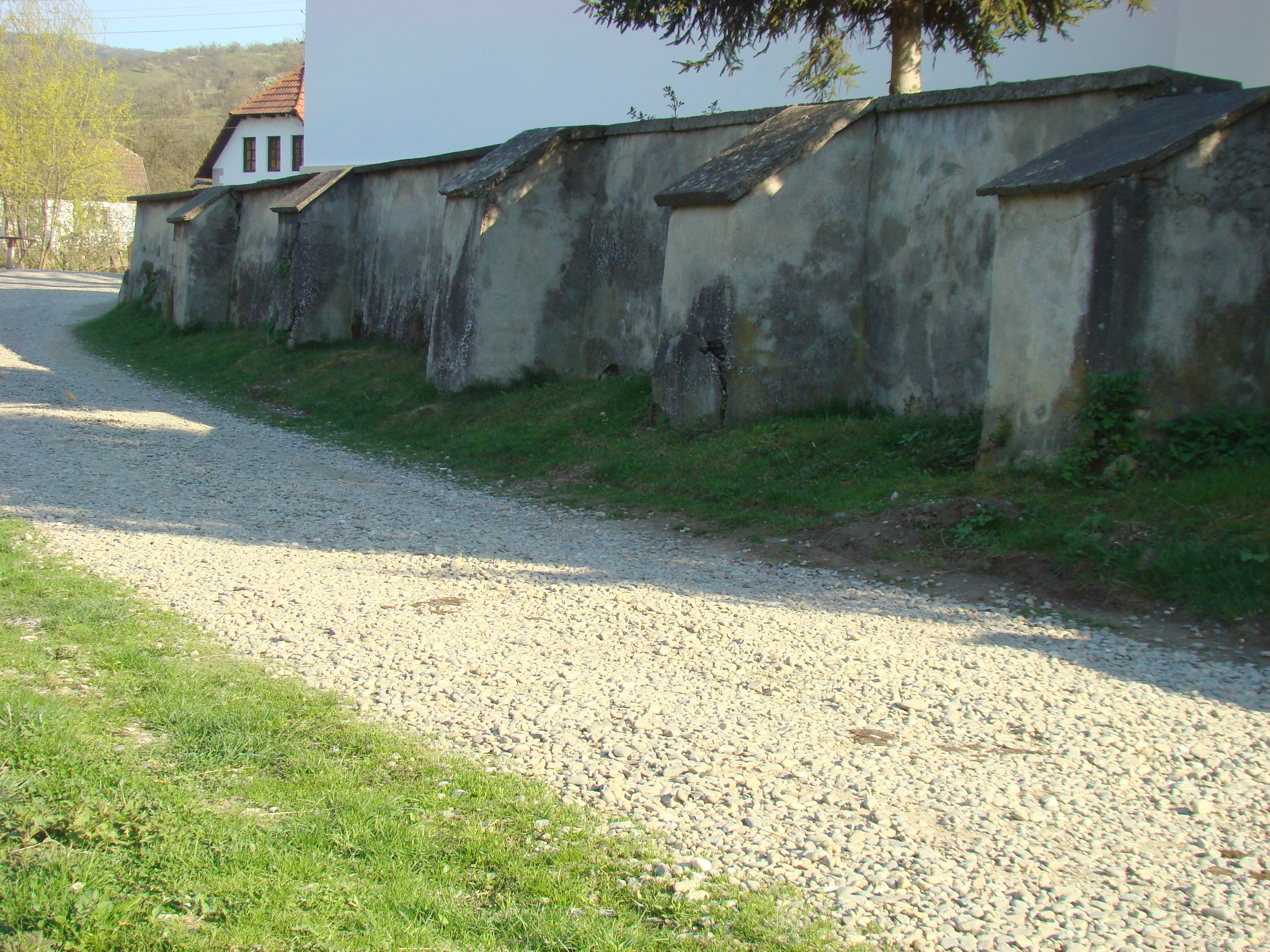
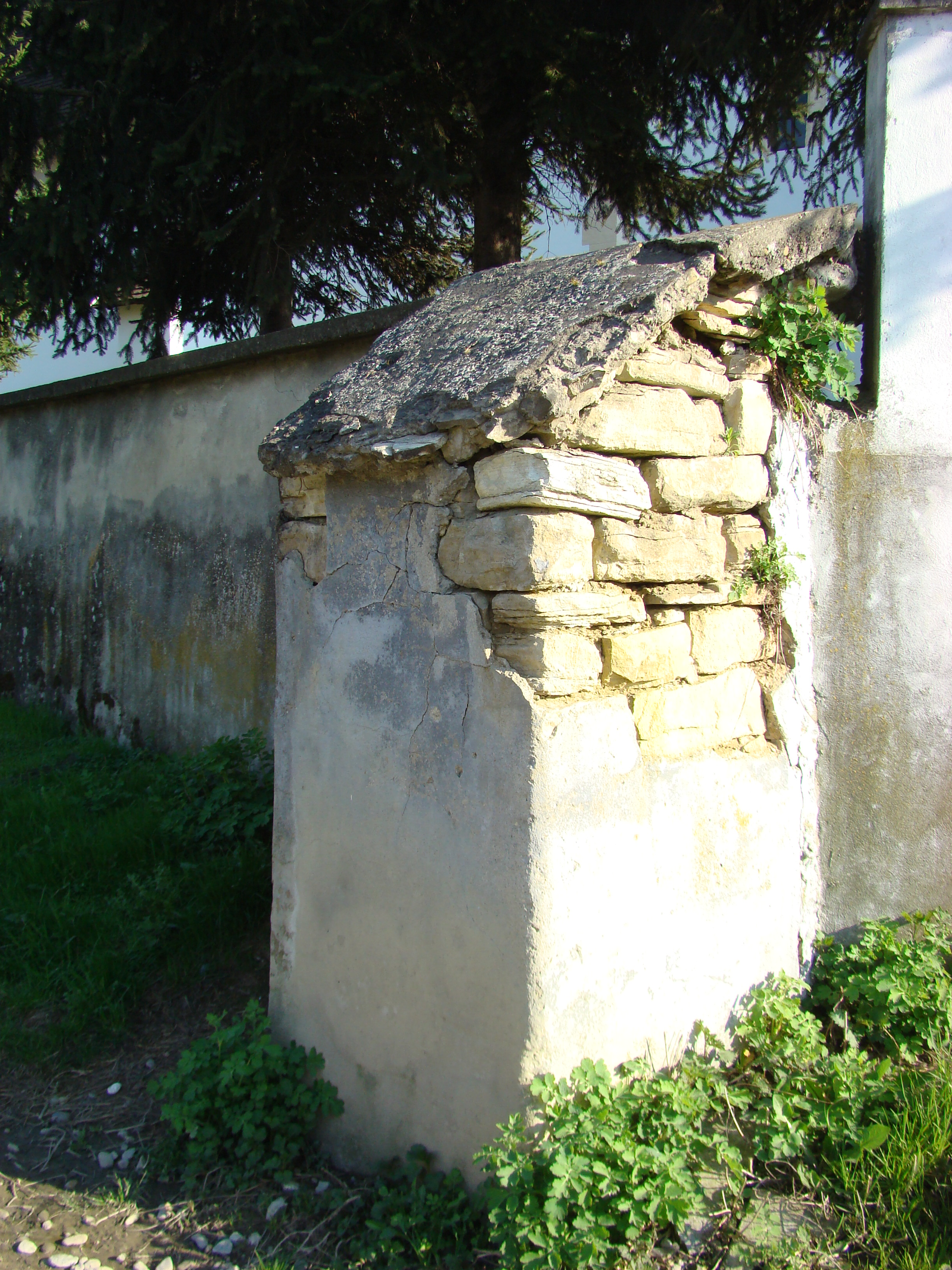
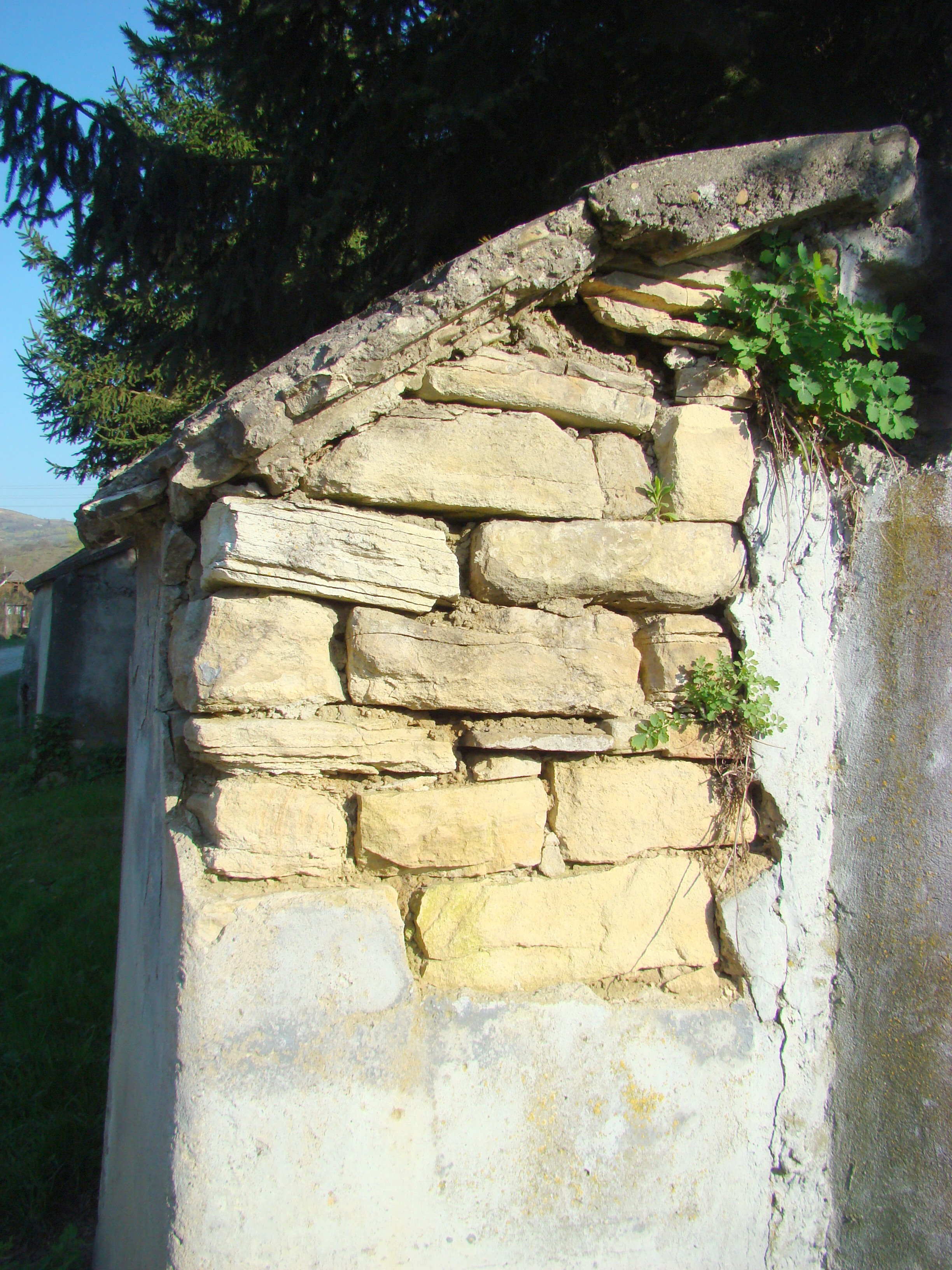
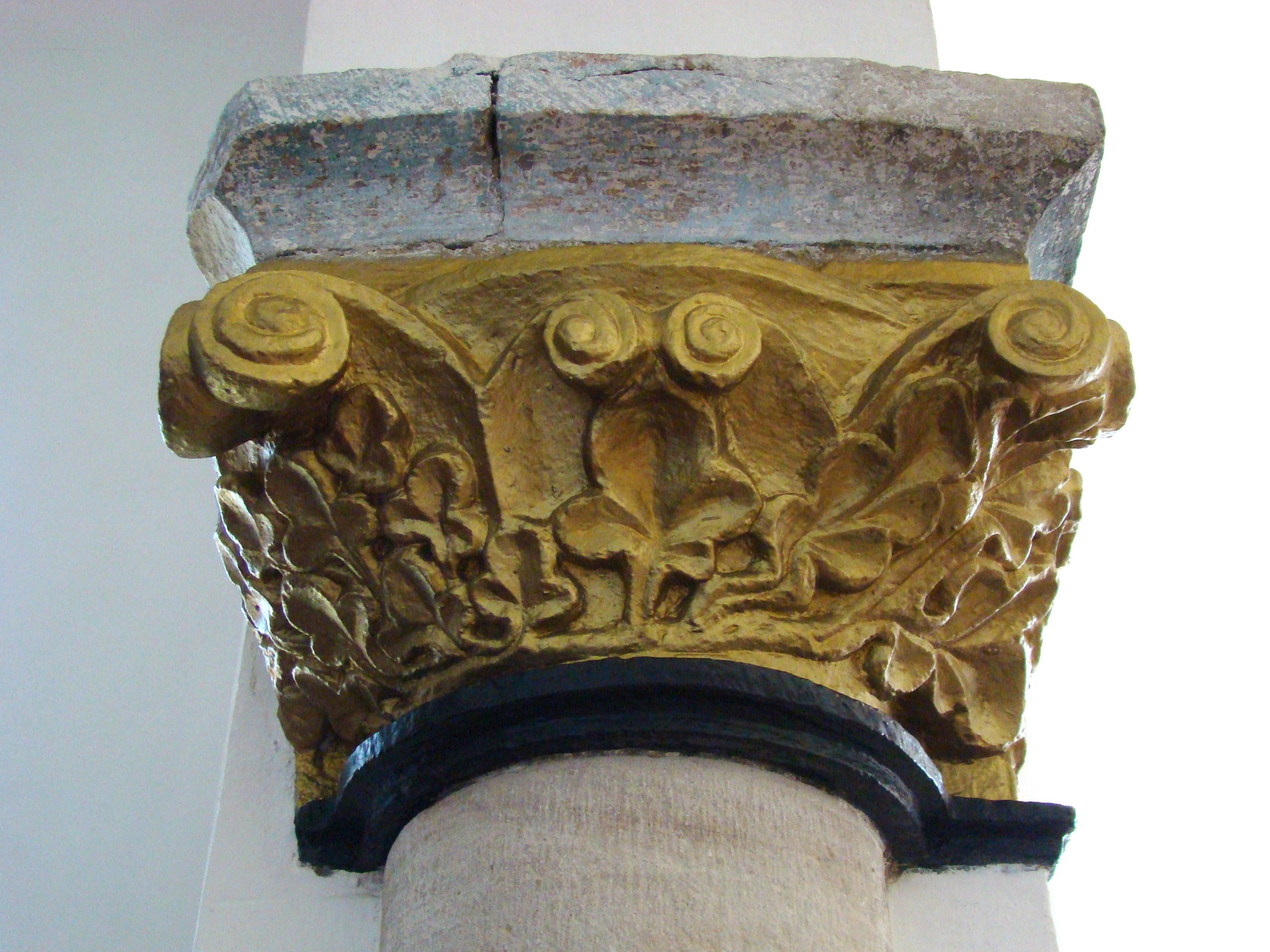
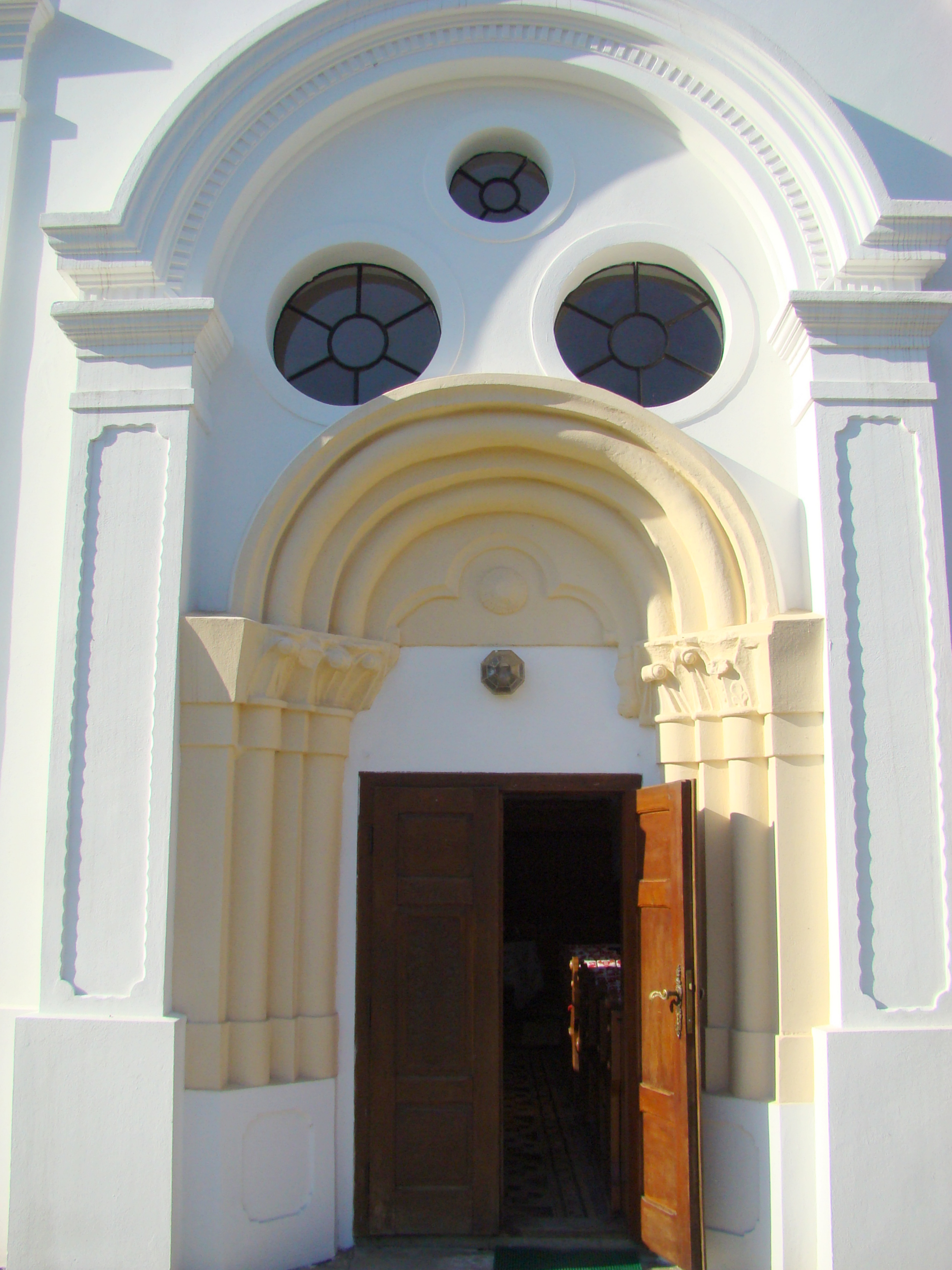
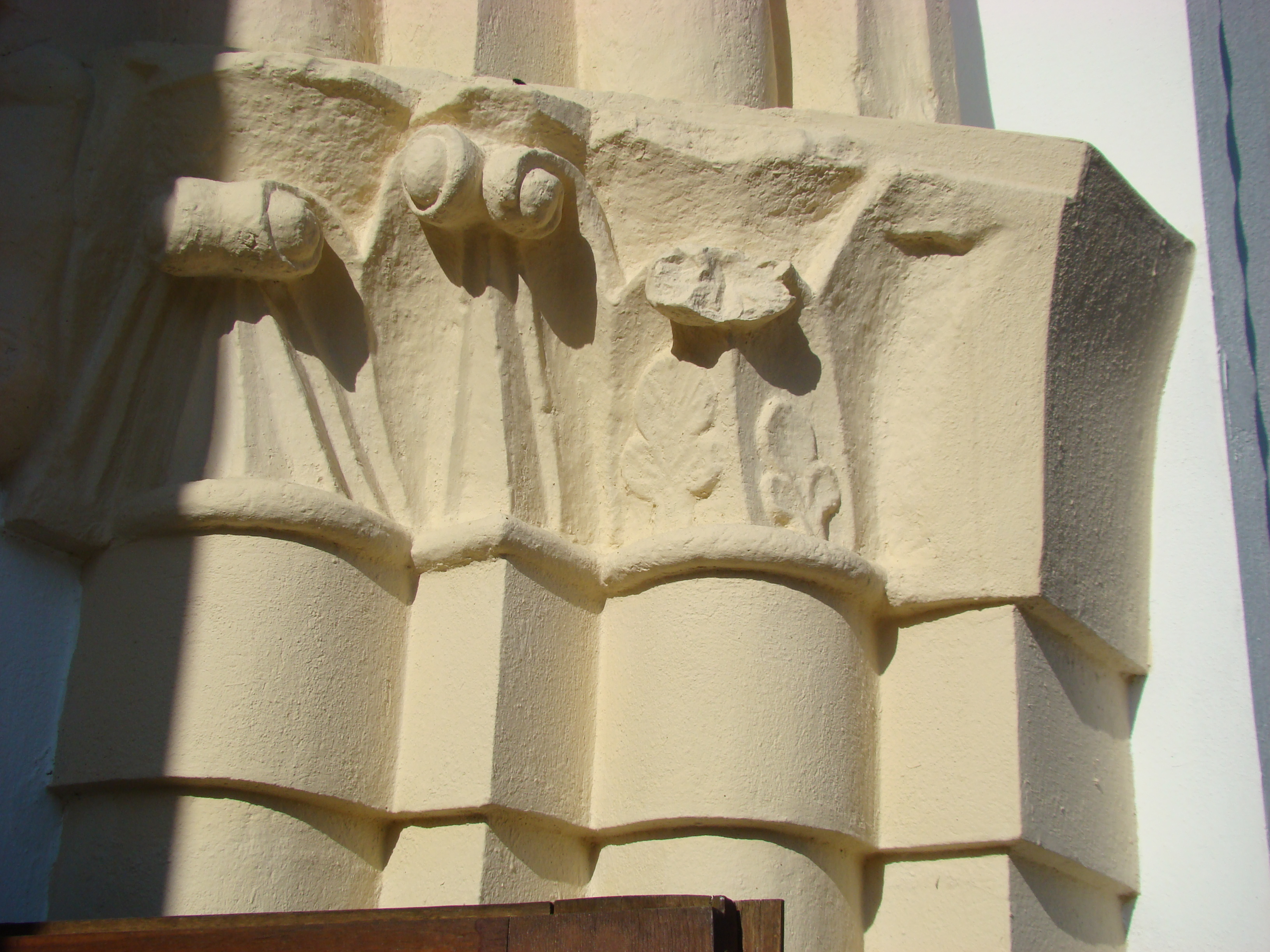
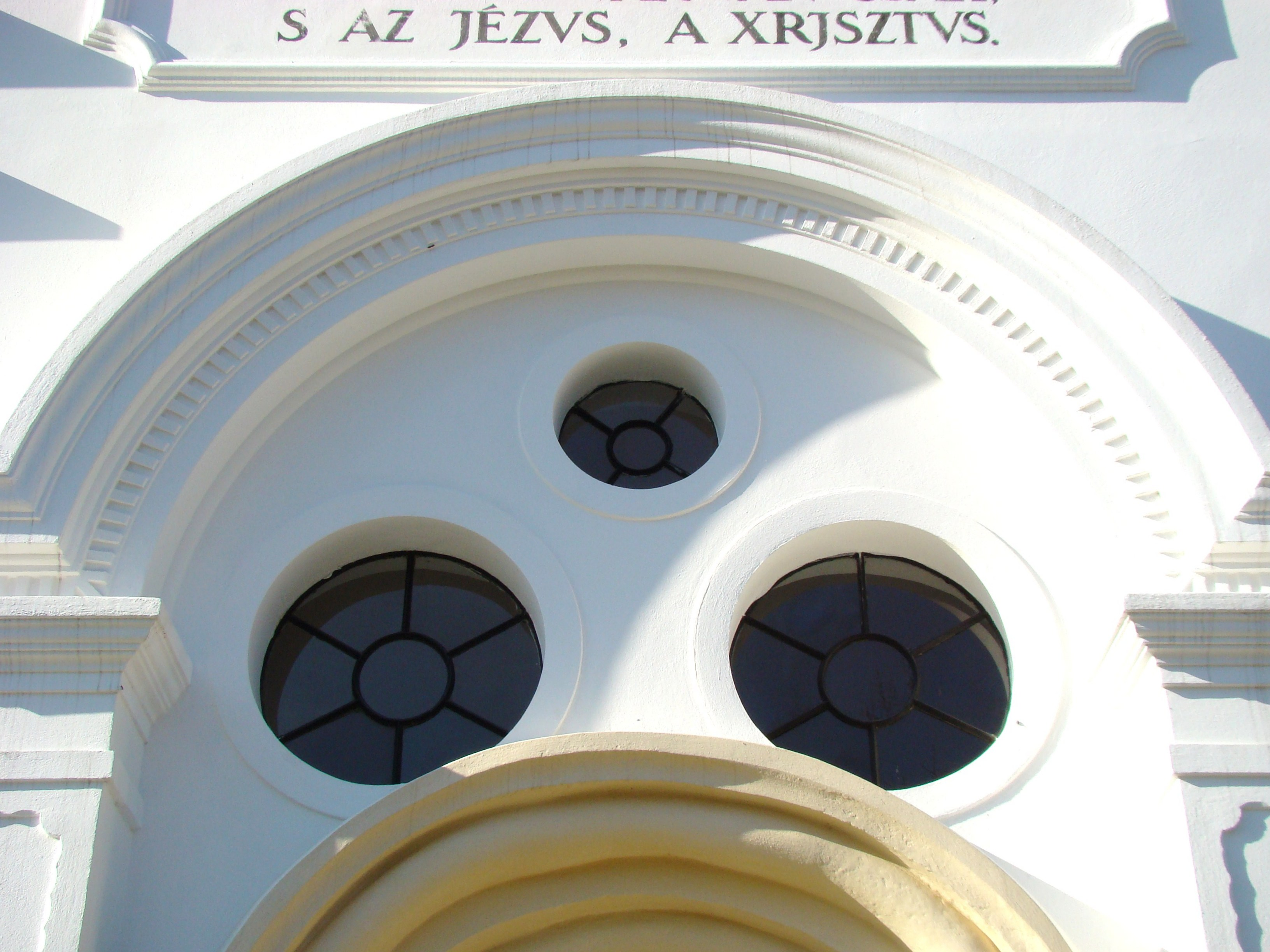
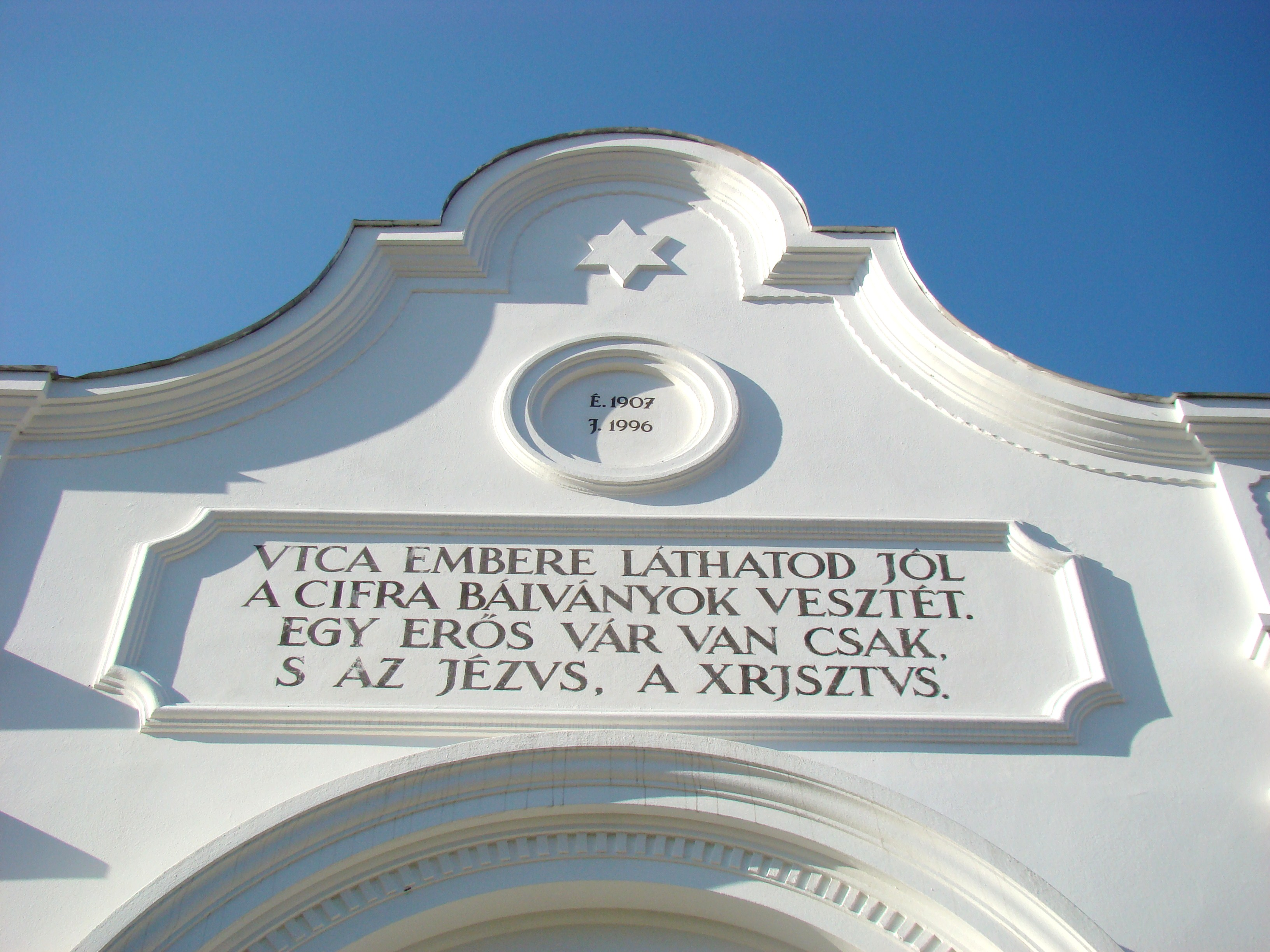
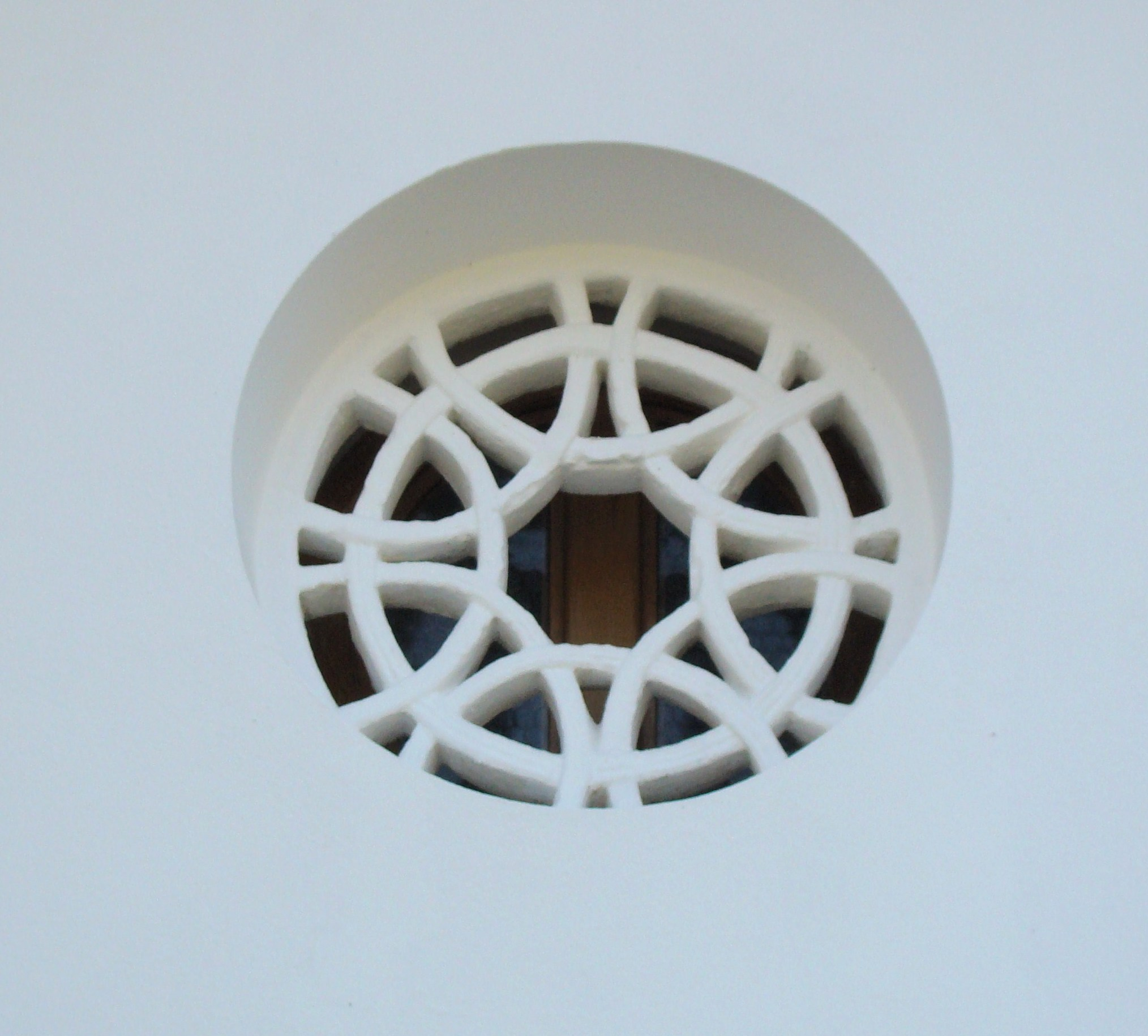
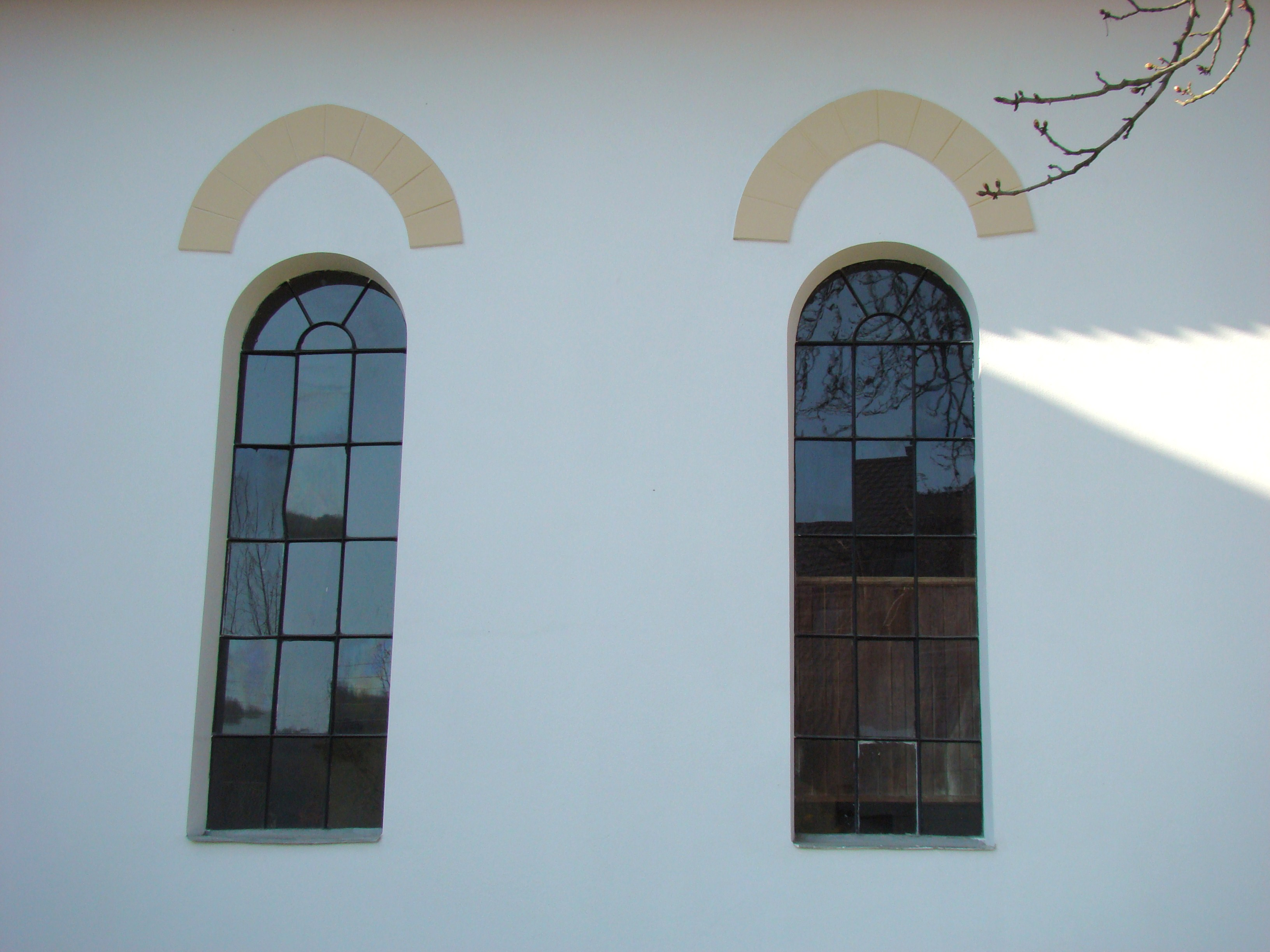
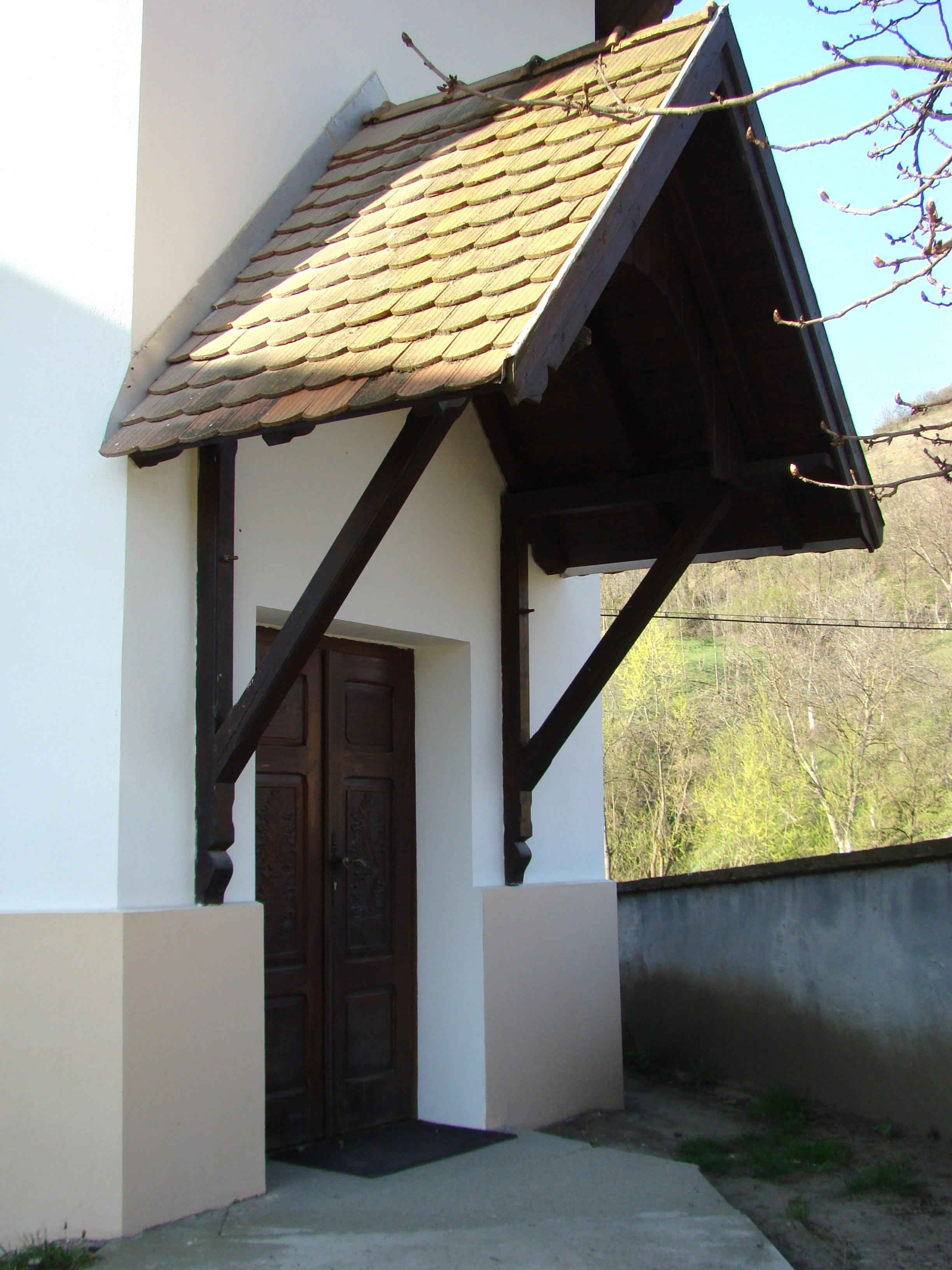
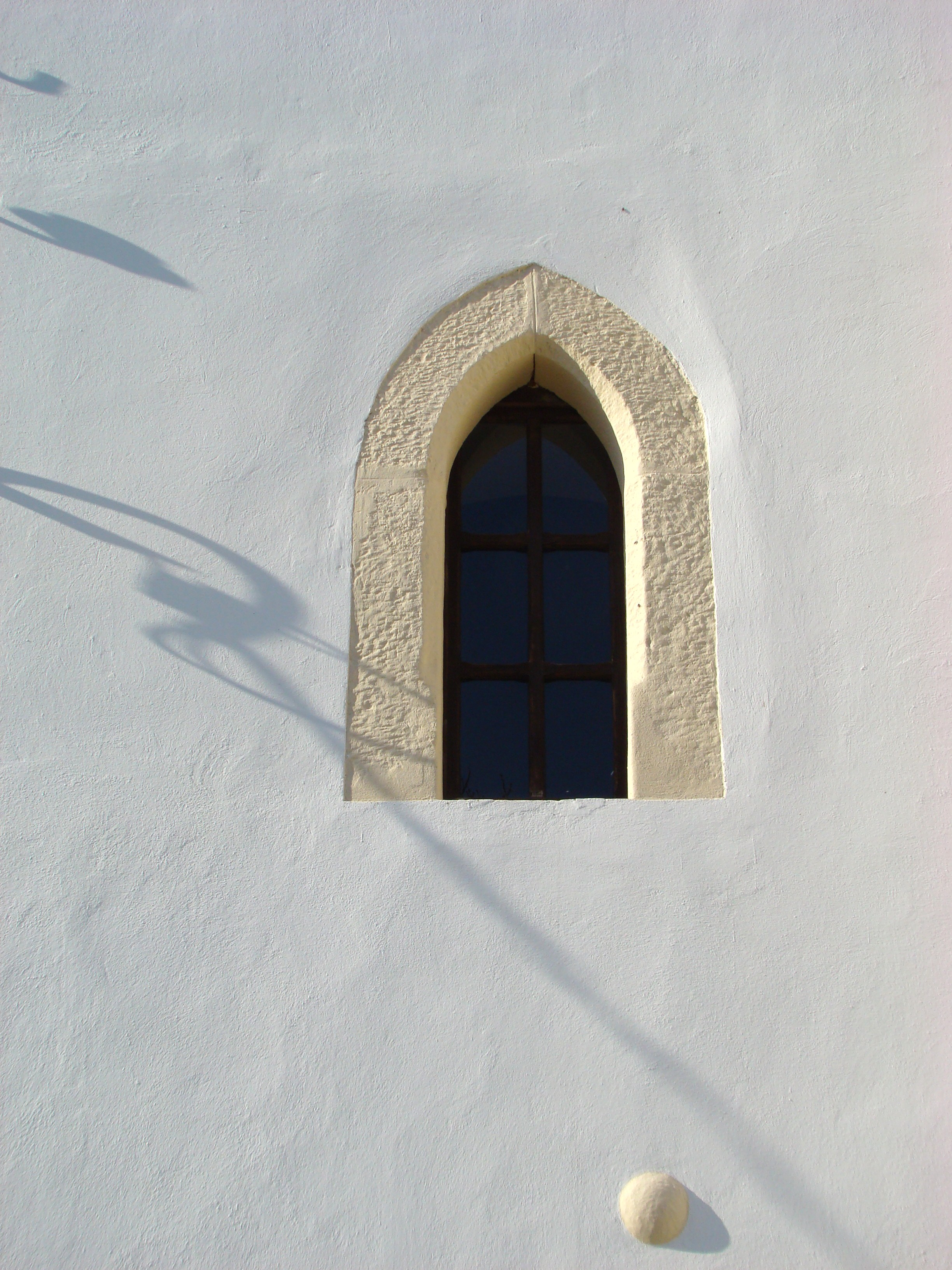
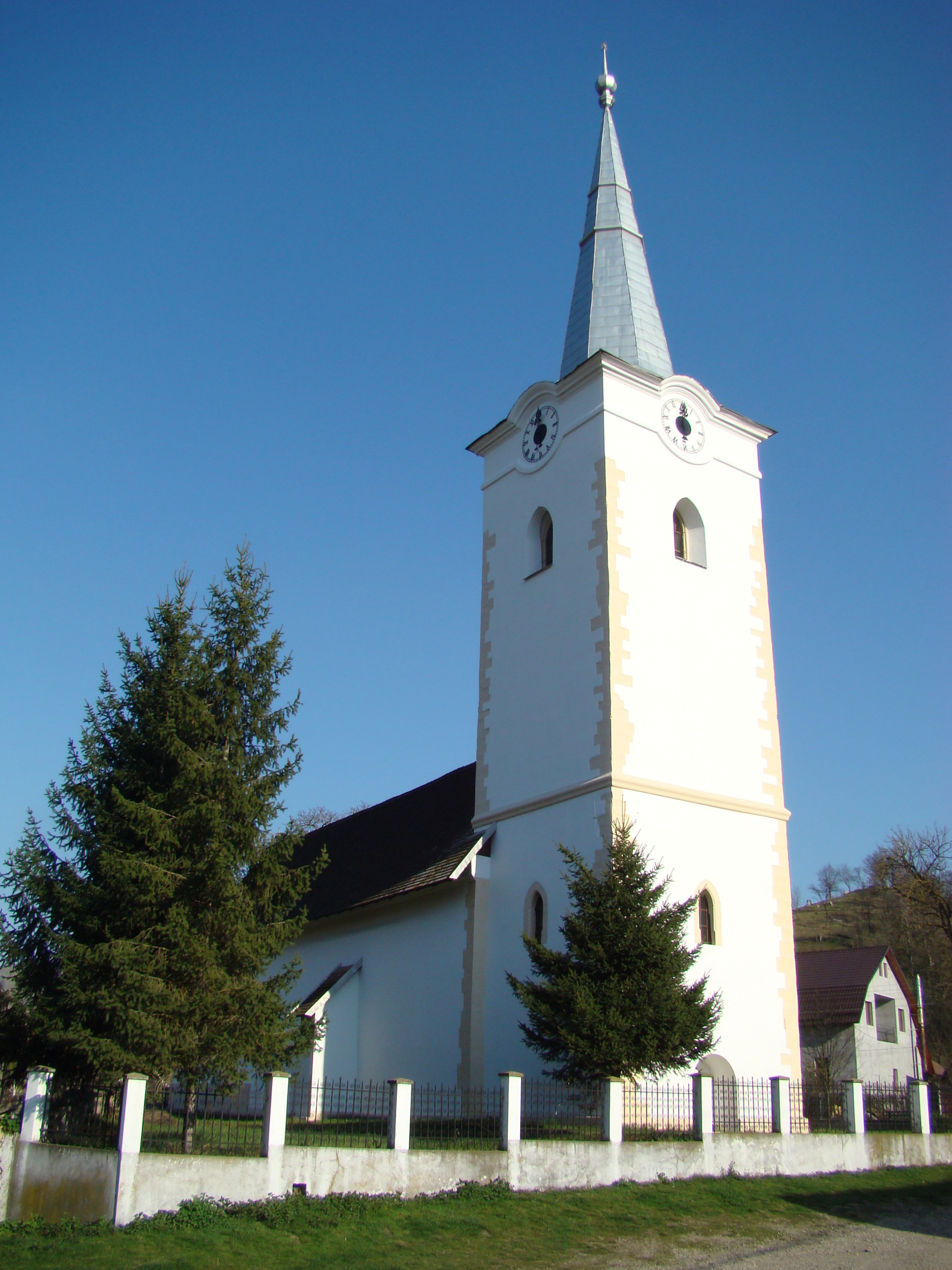
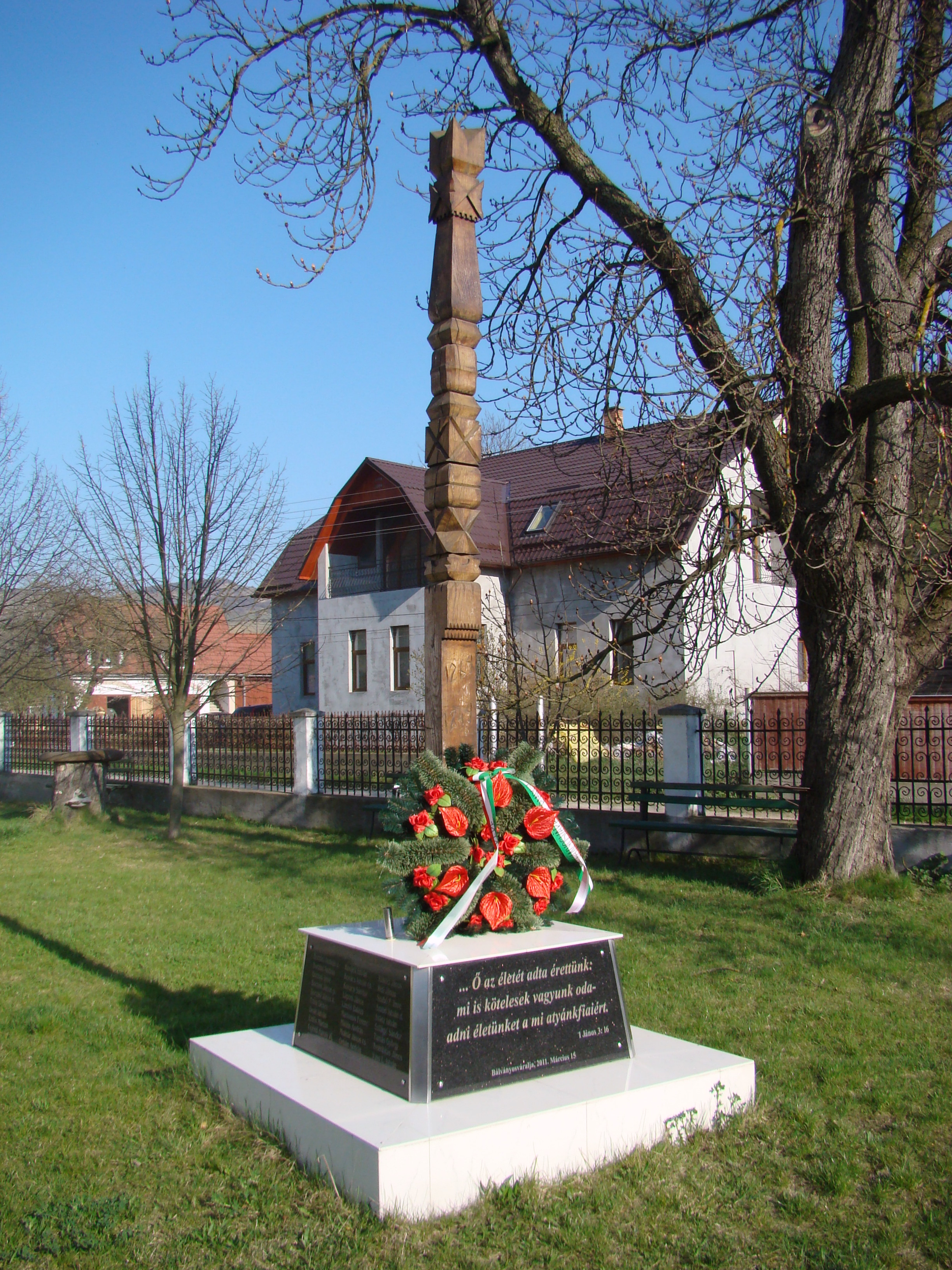
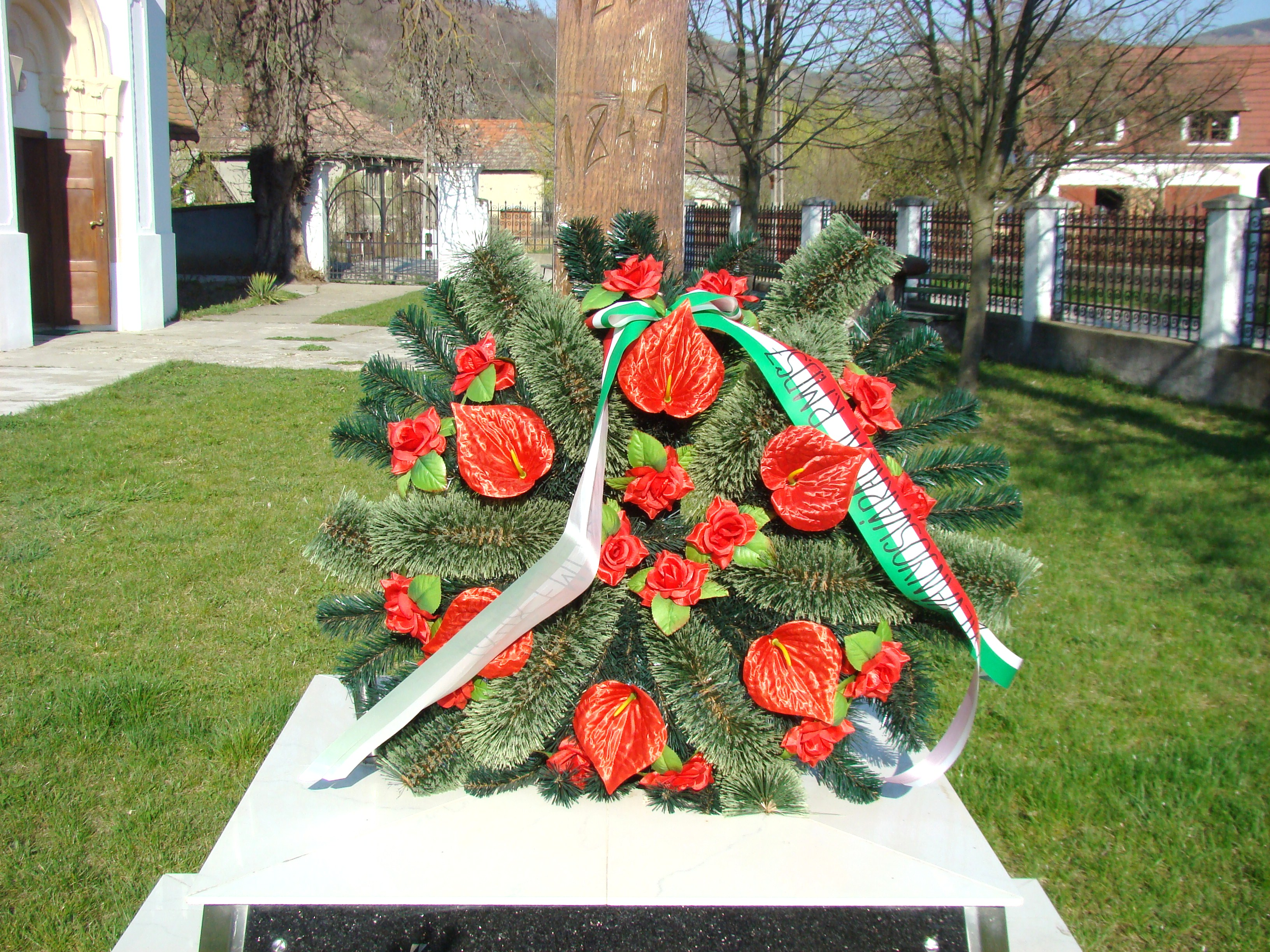
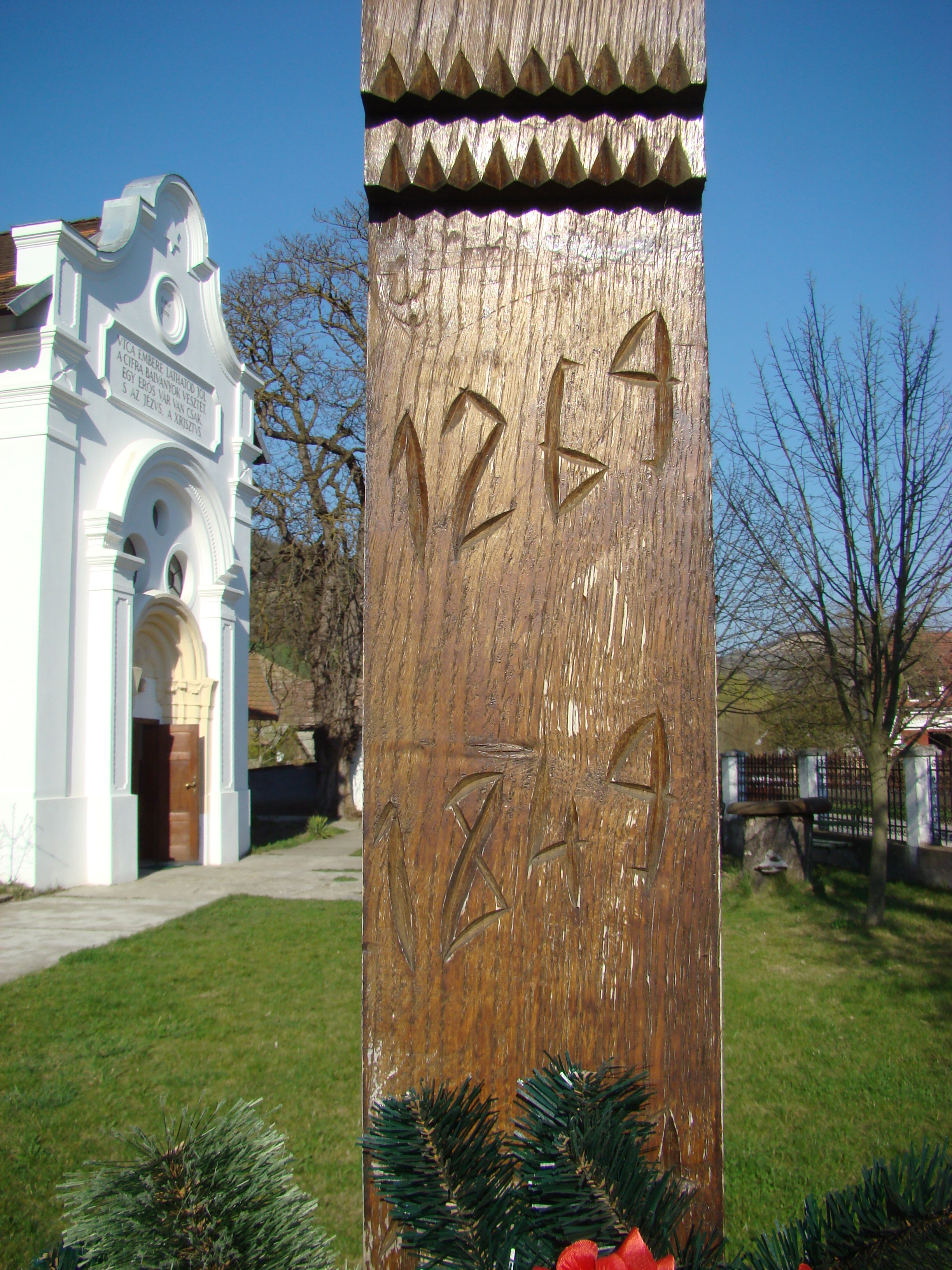
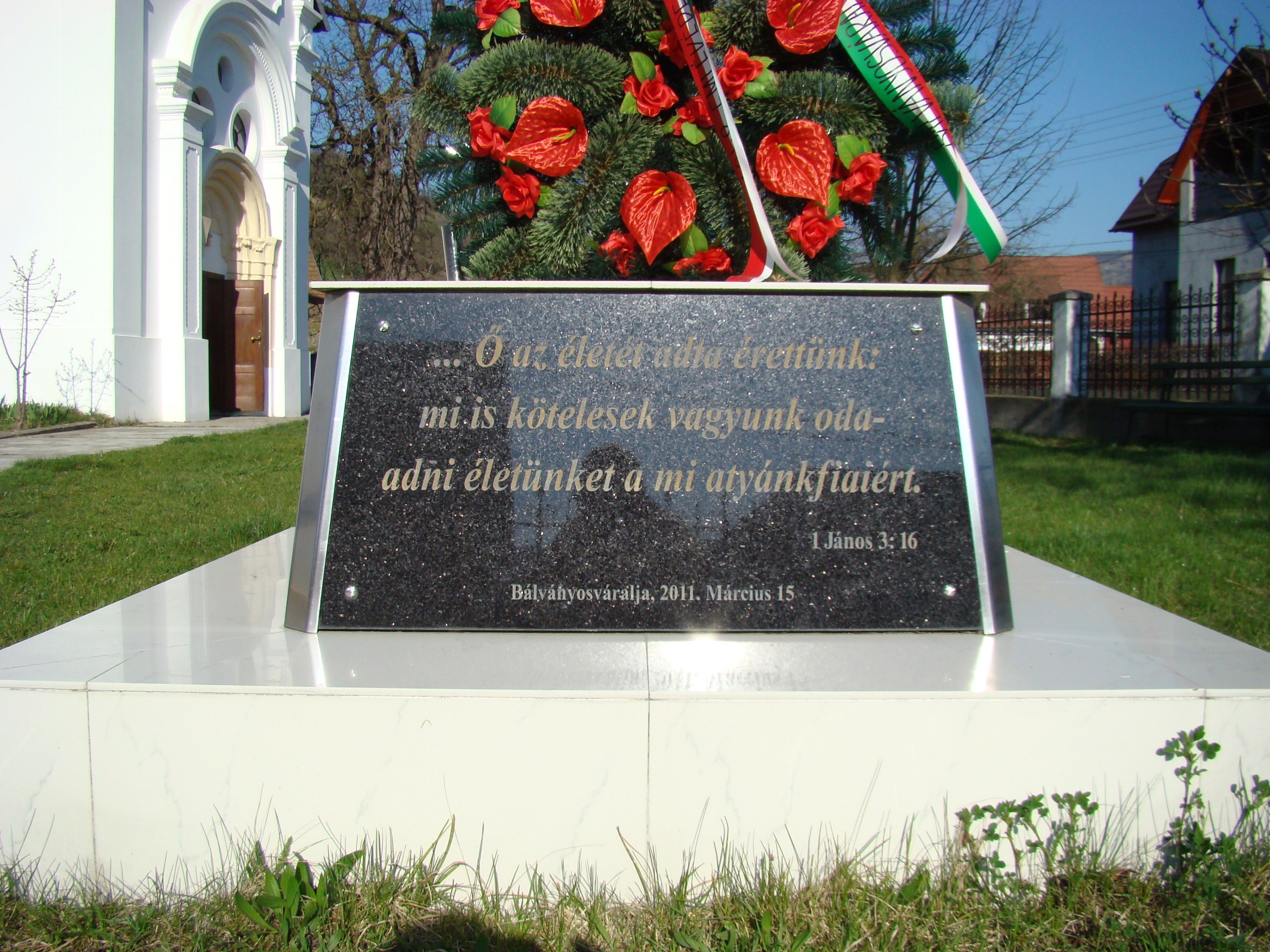
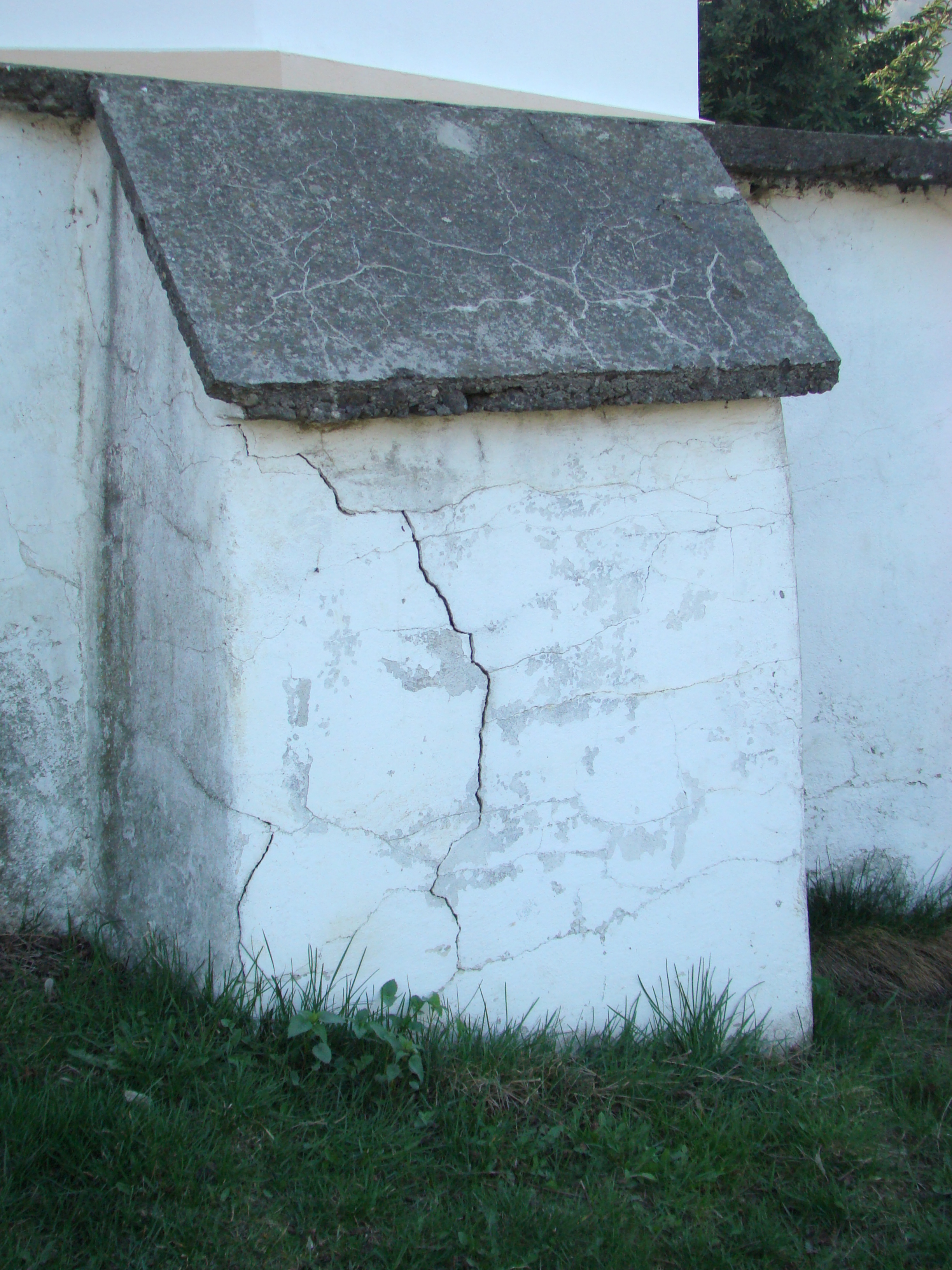
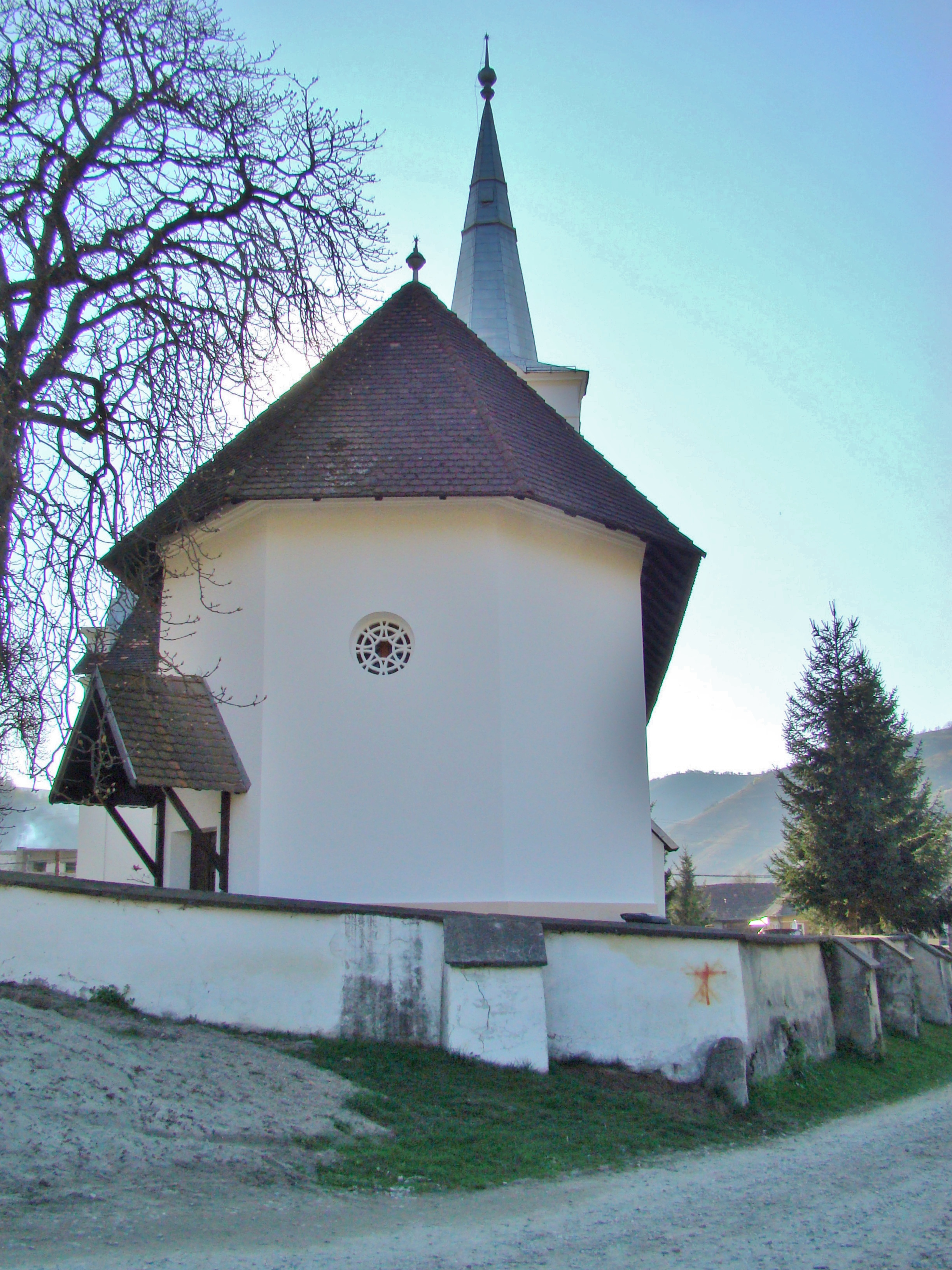
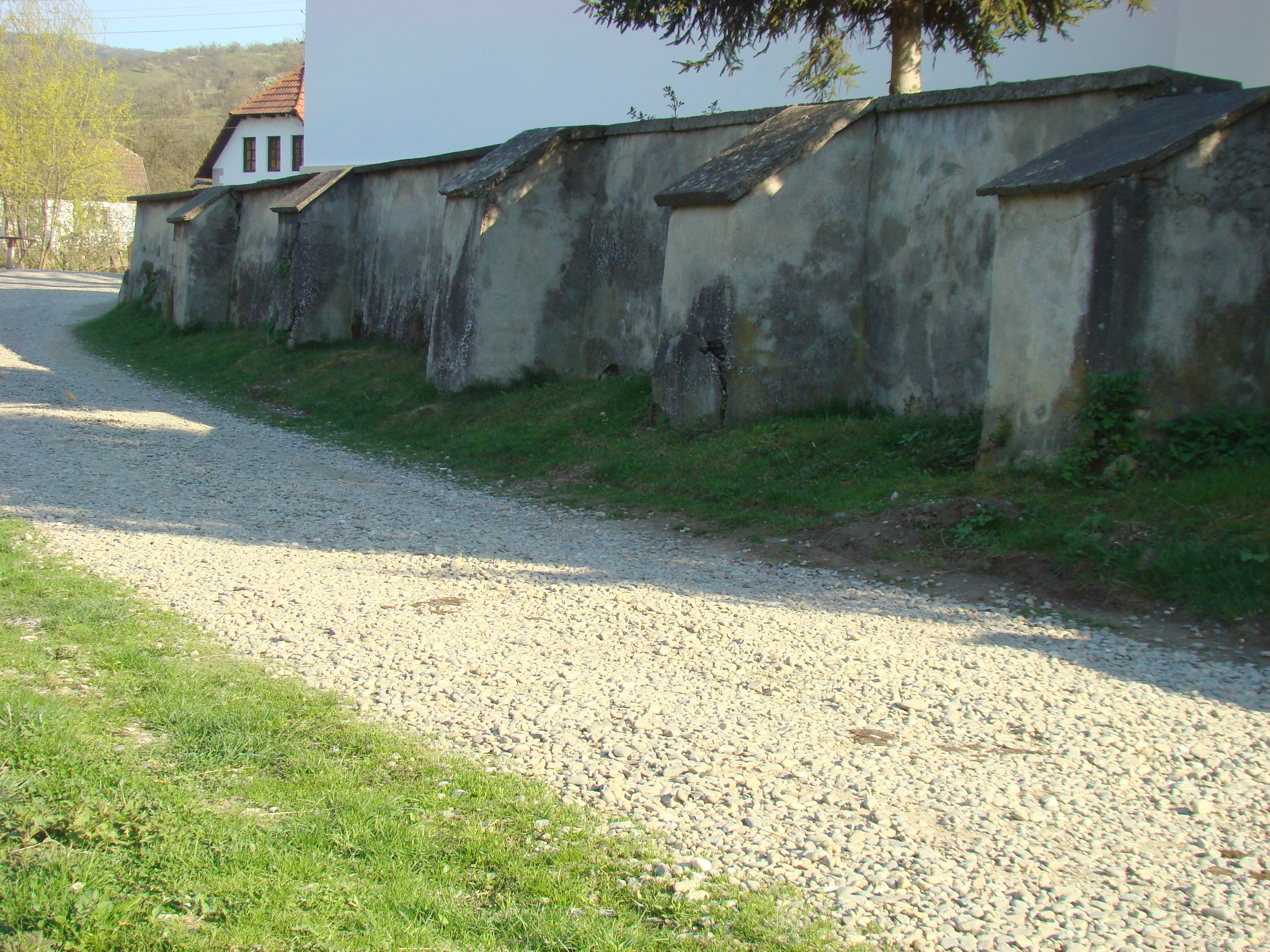
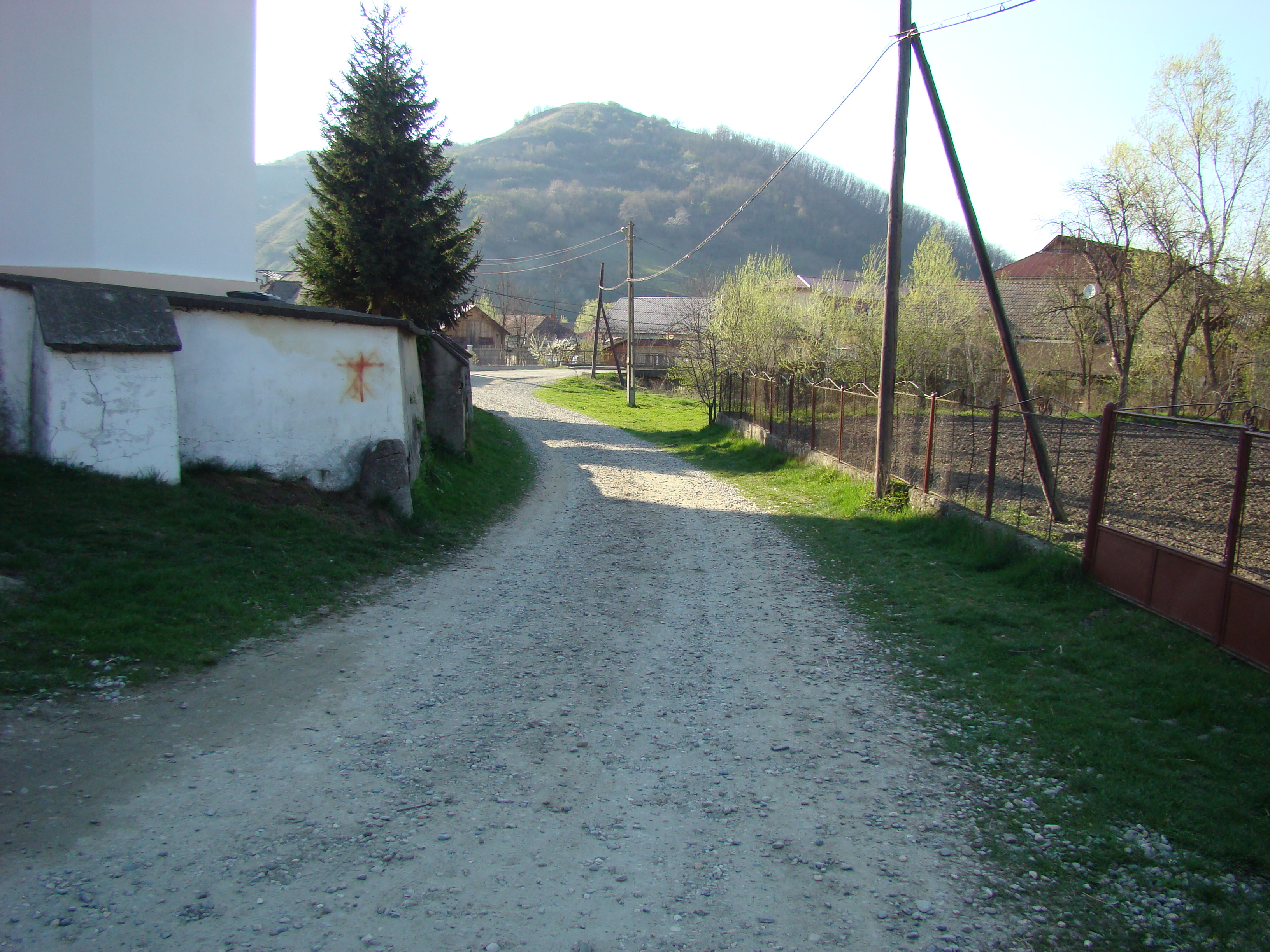

## Imagini din interior

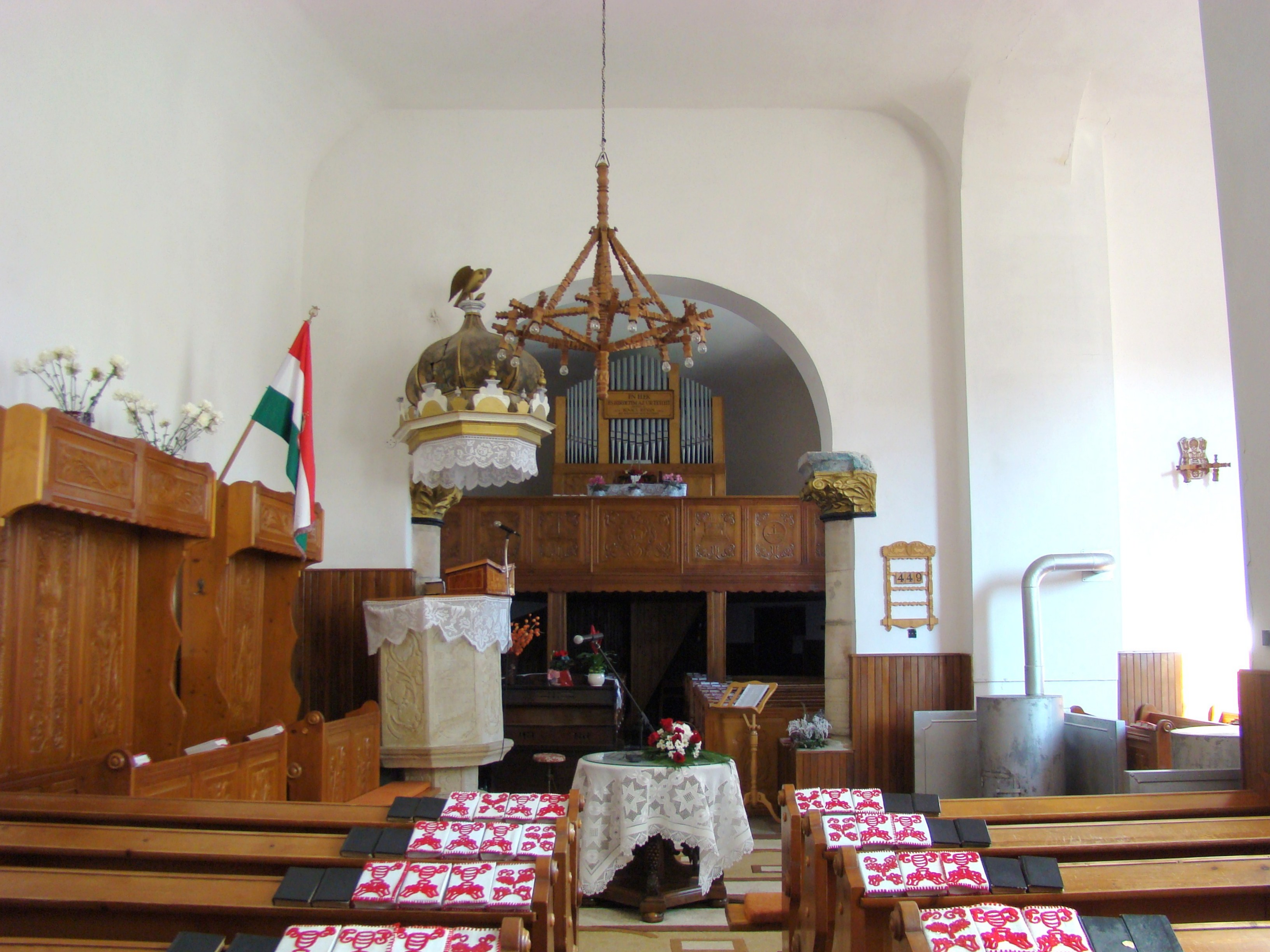
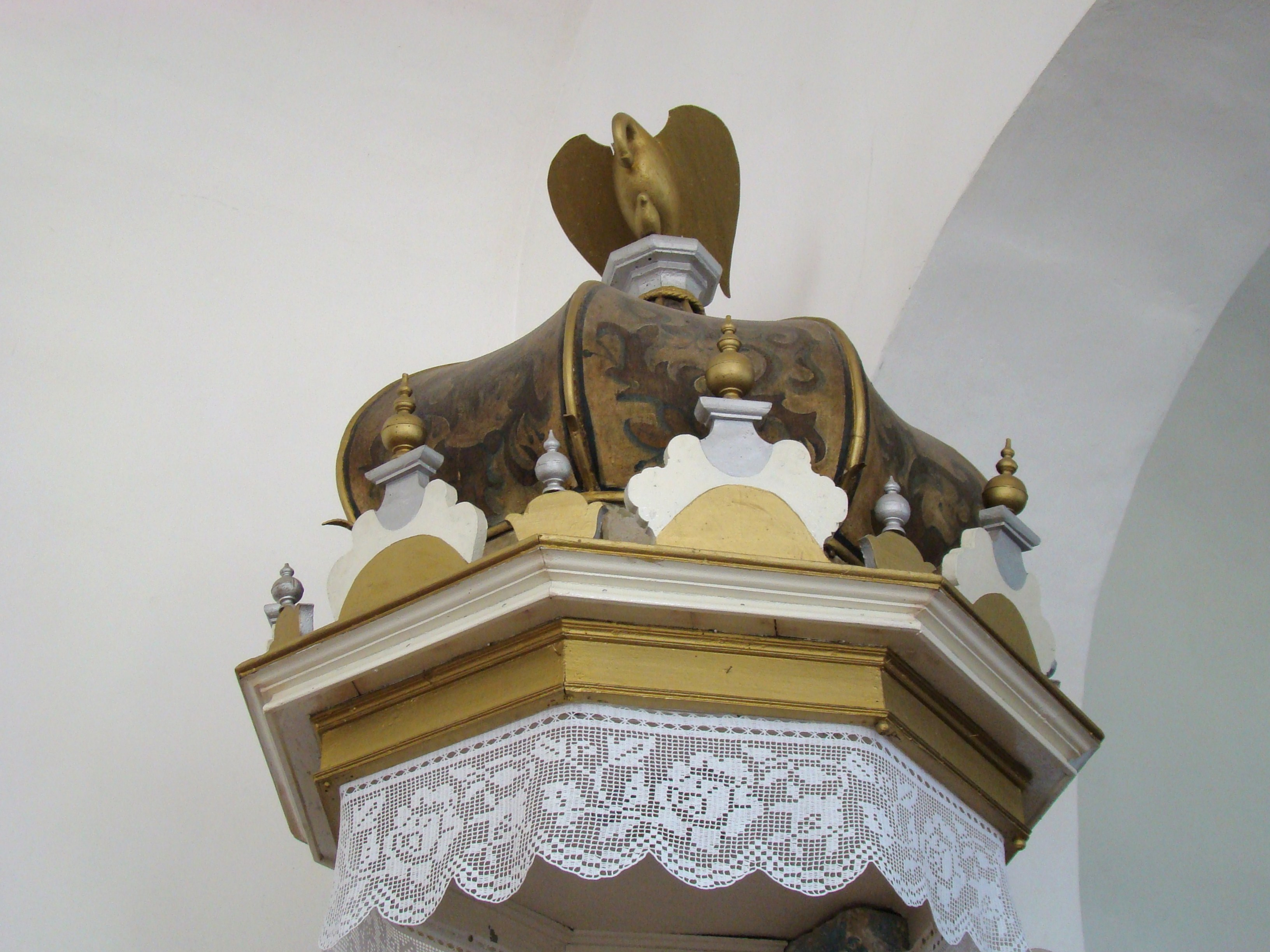
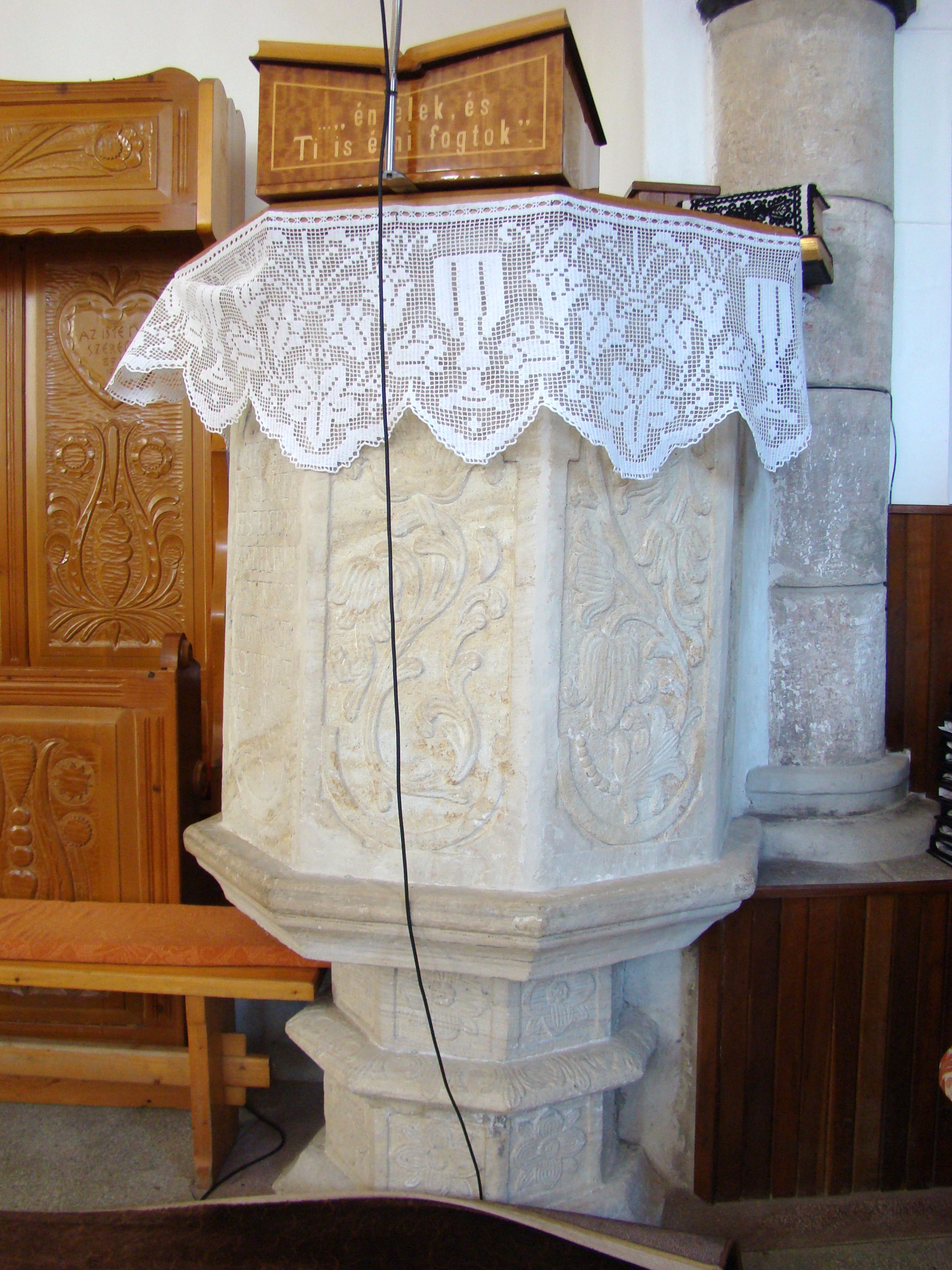
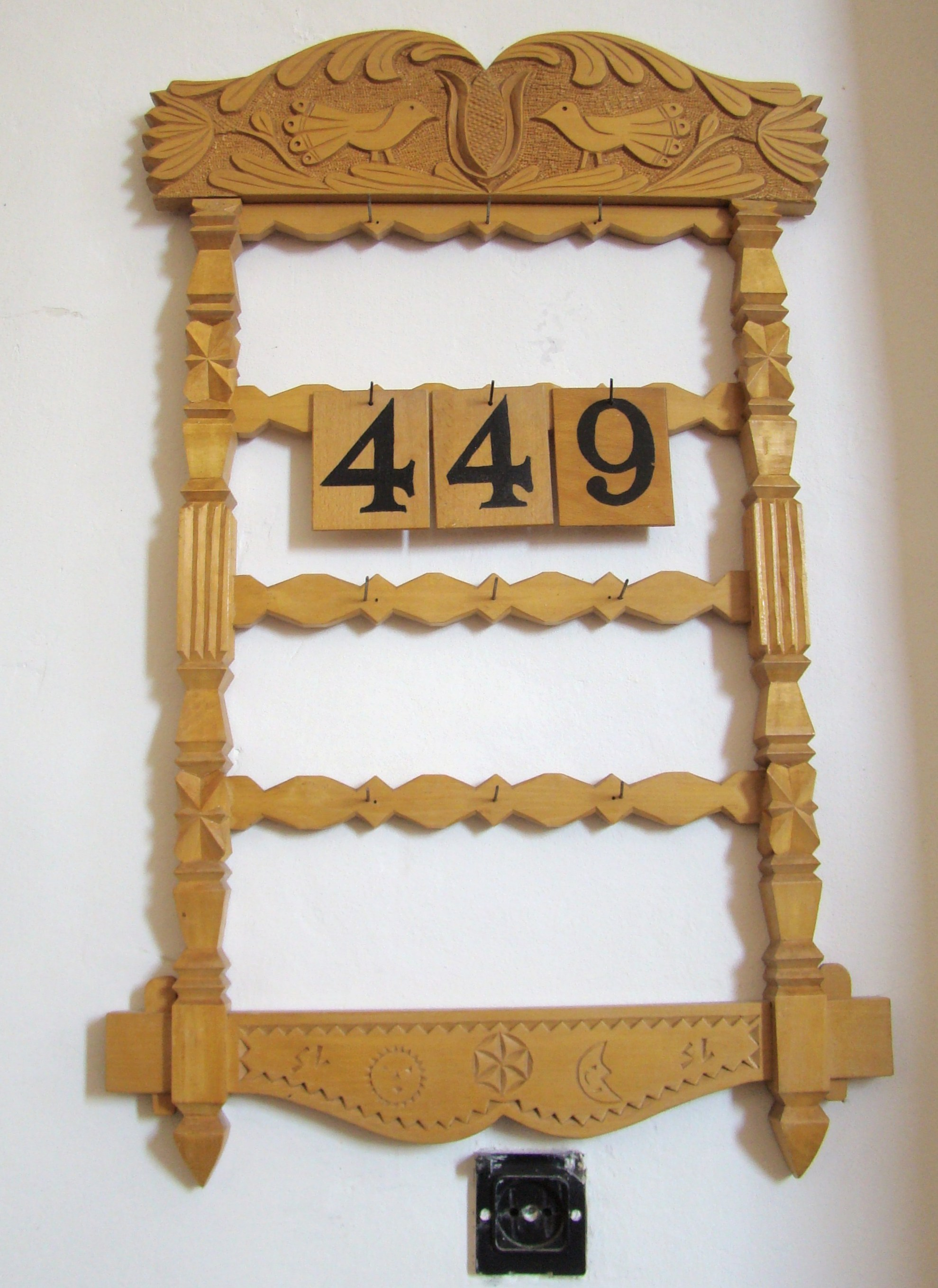
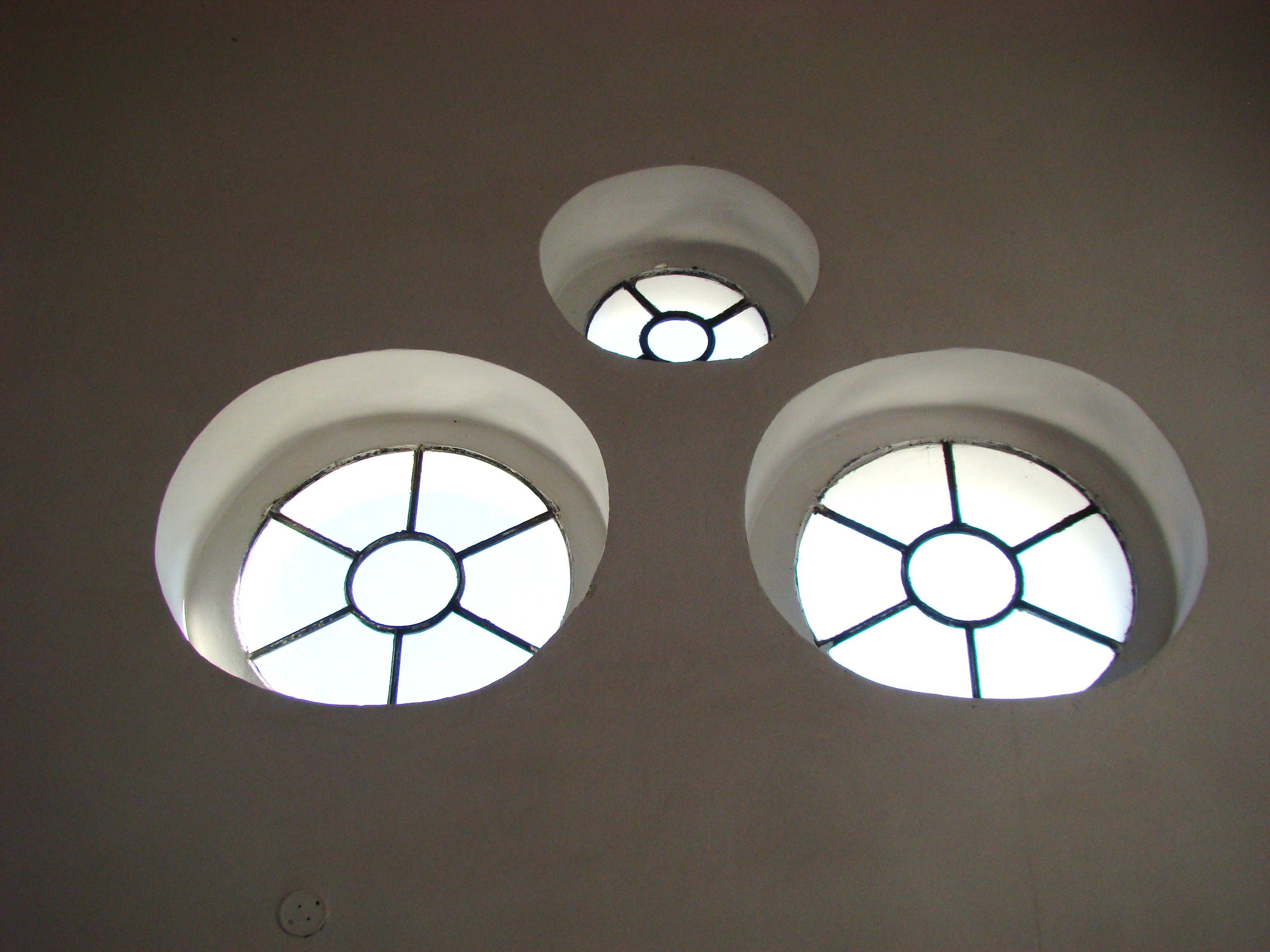
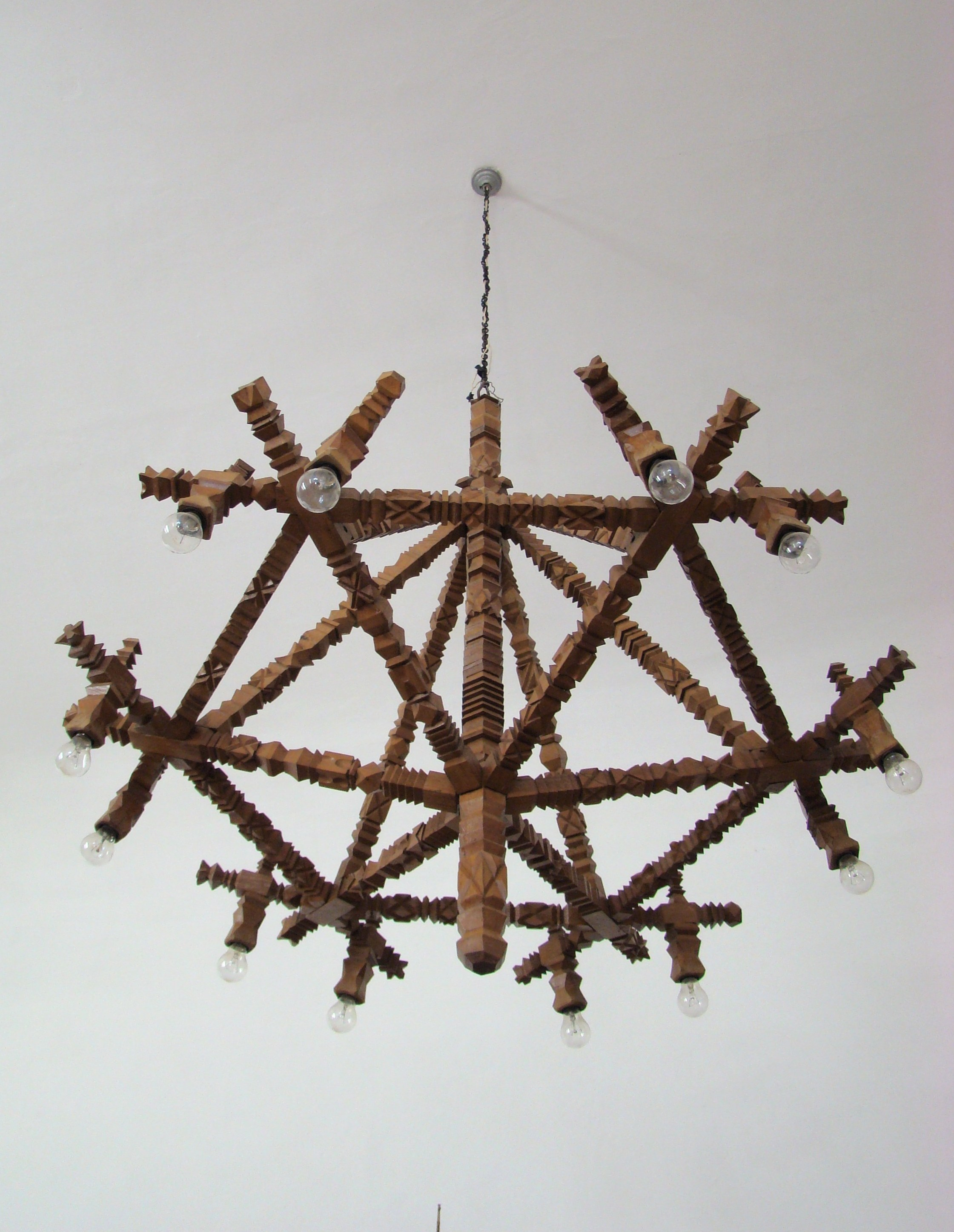
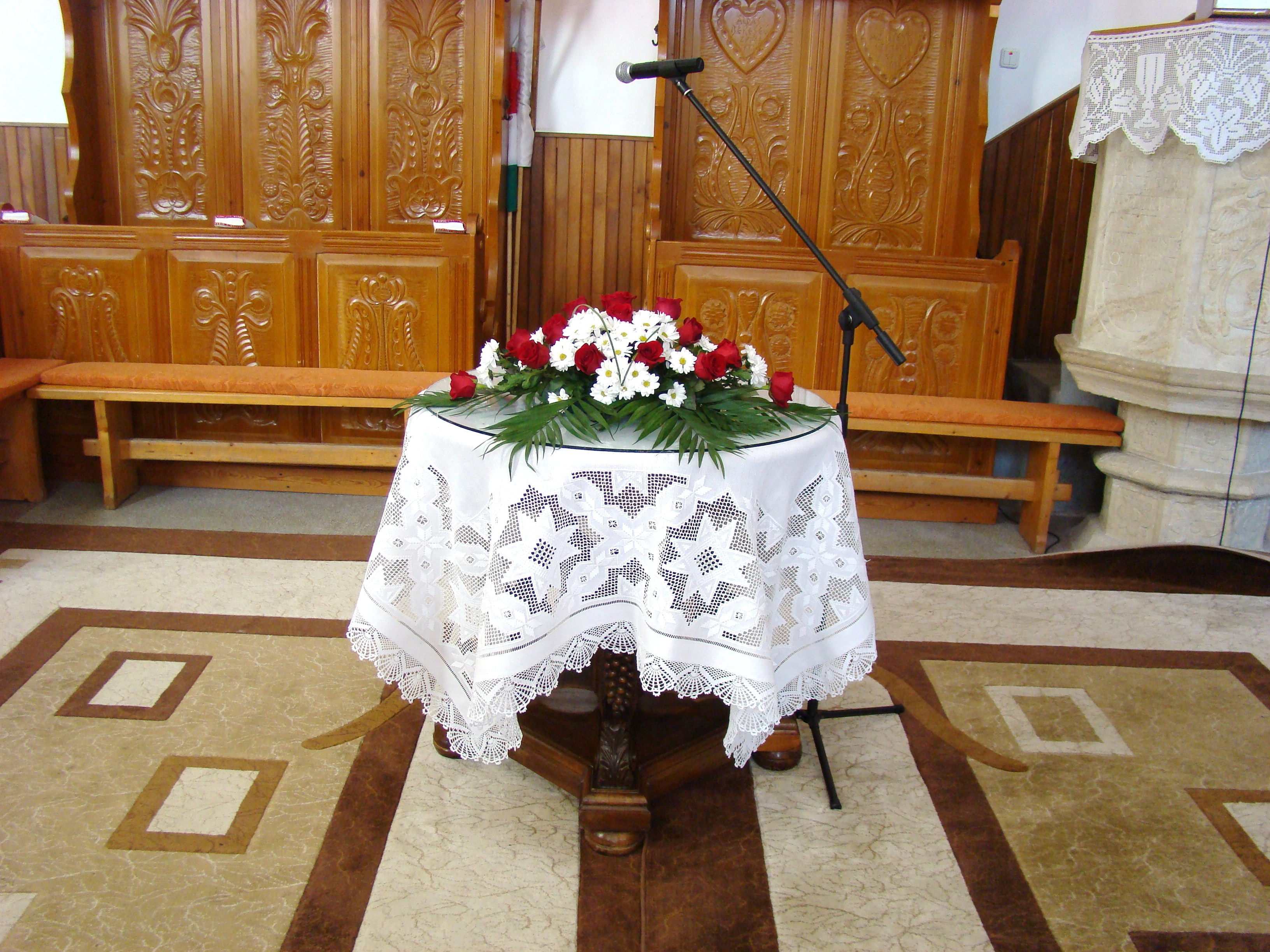
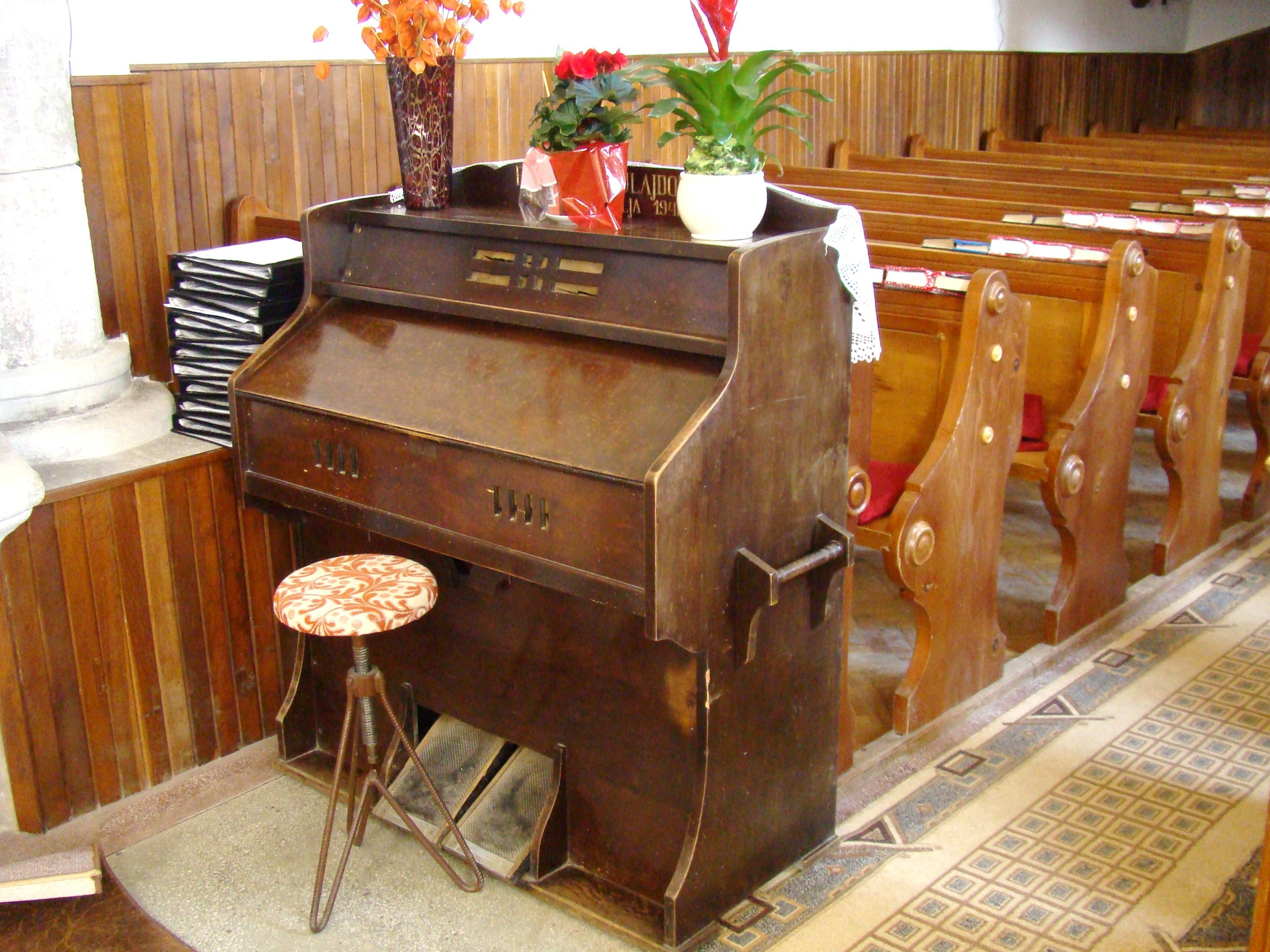
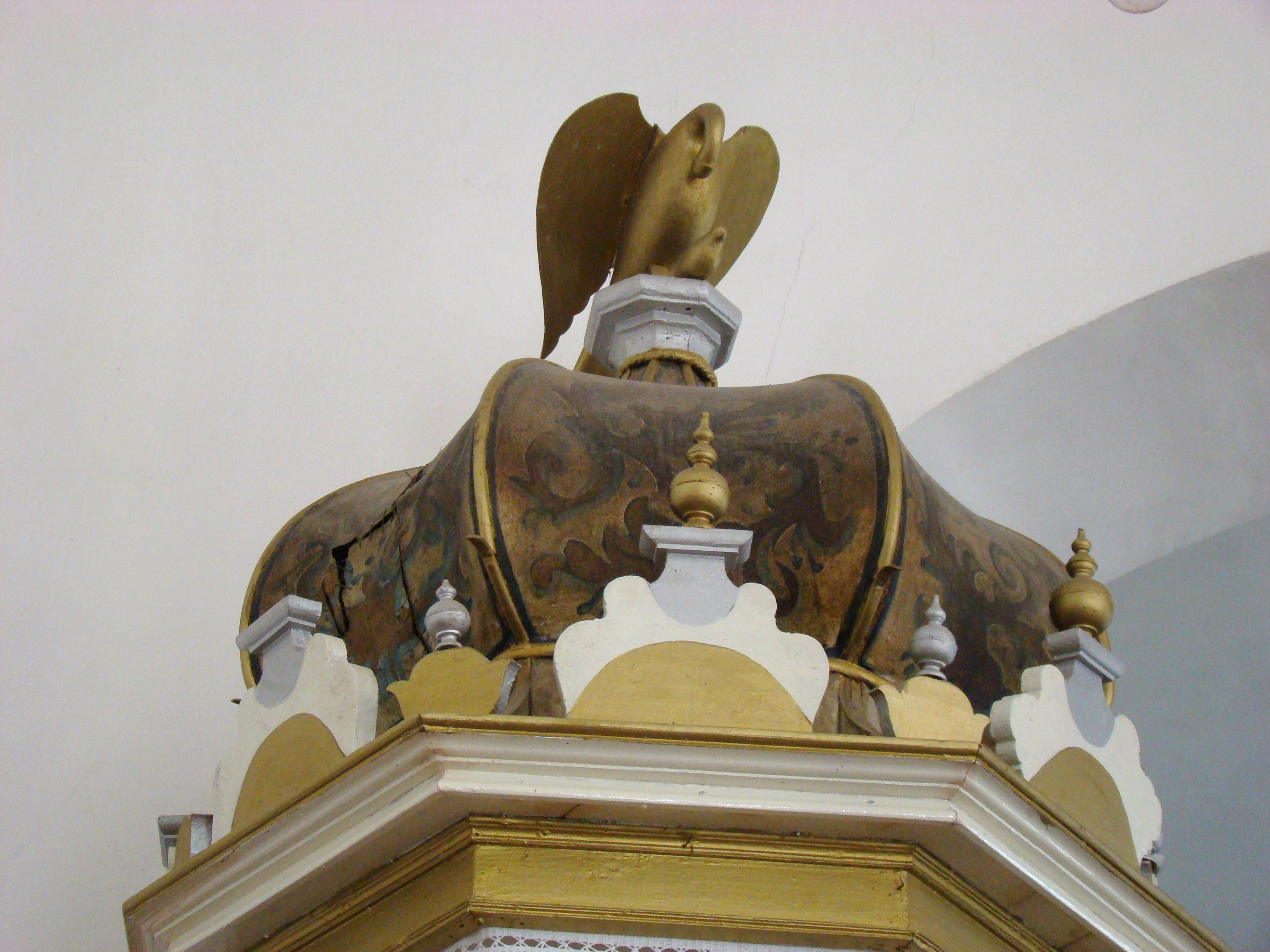
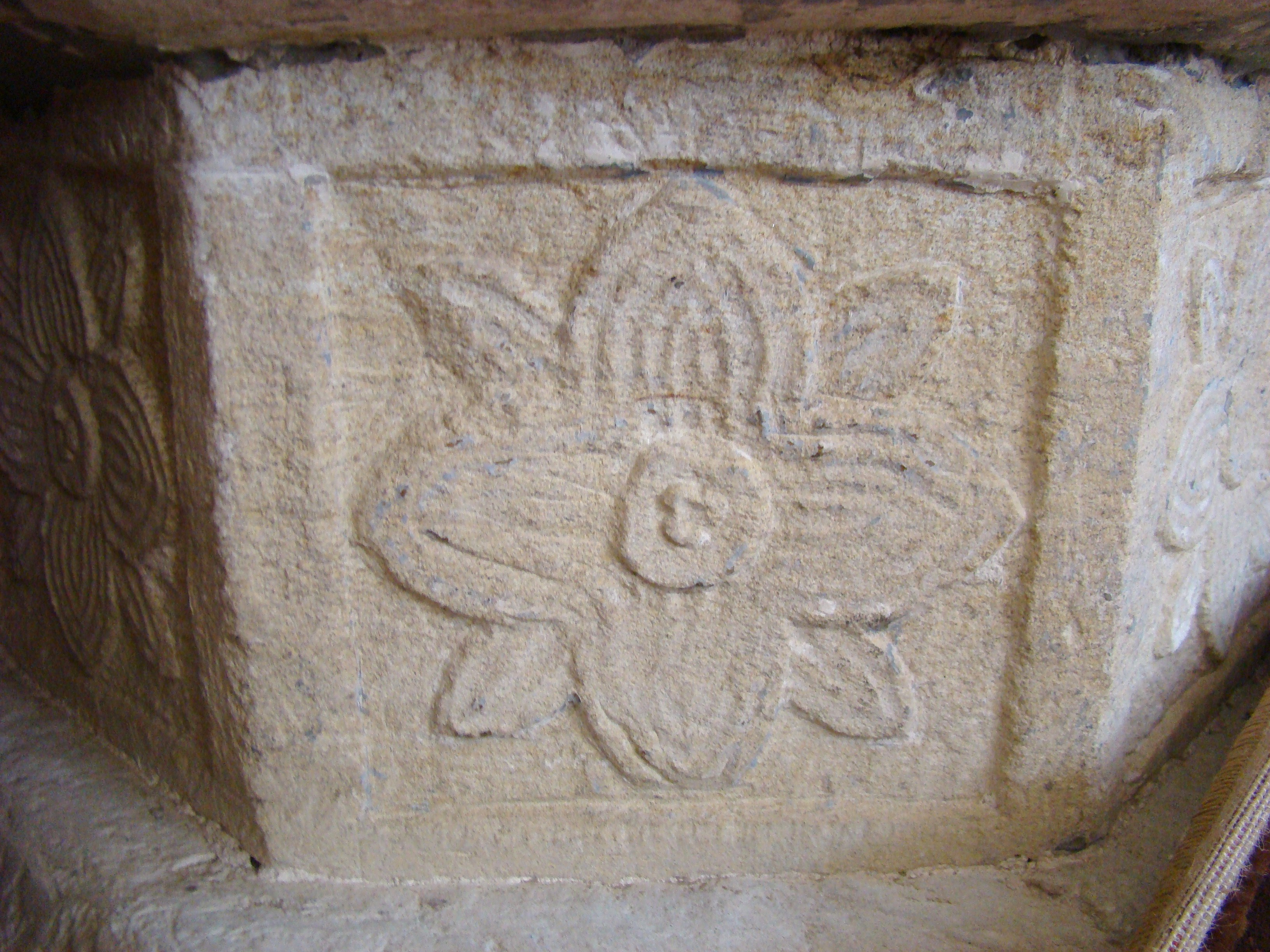
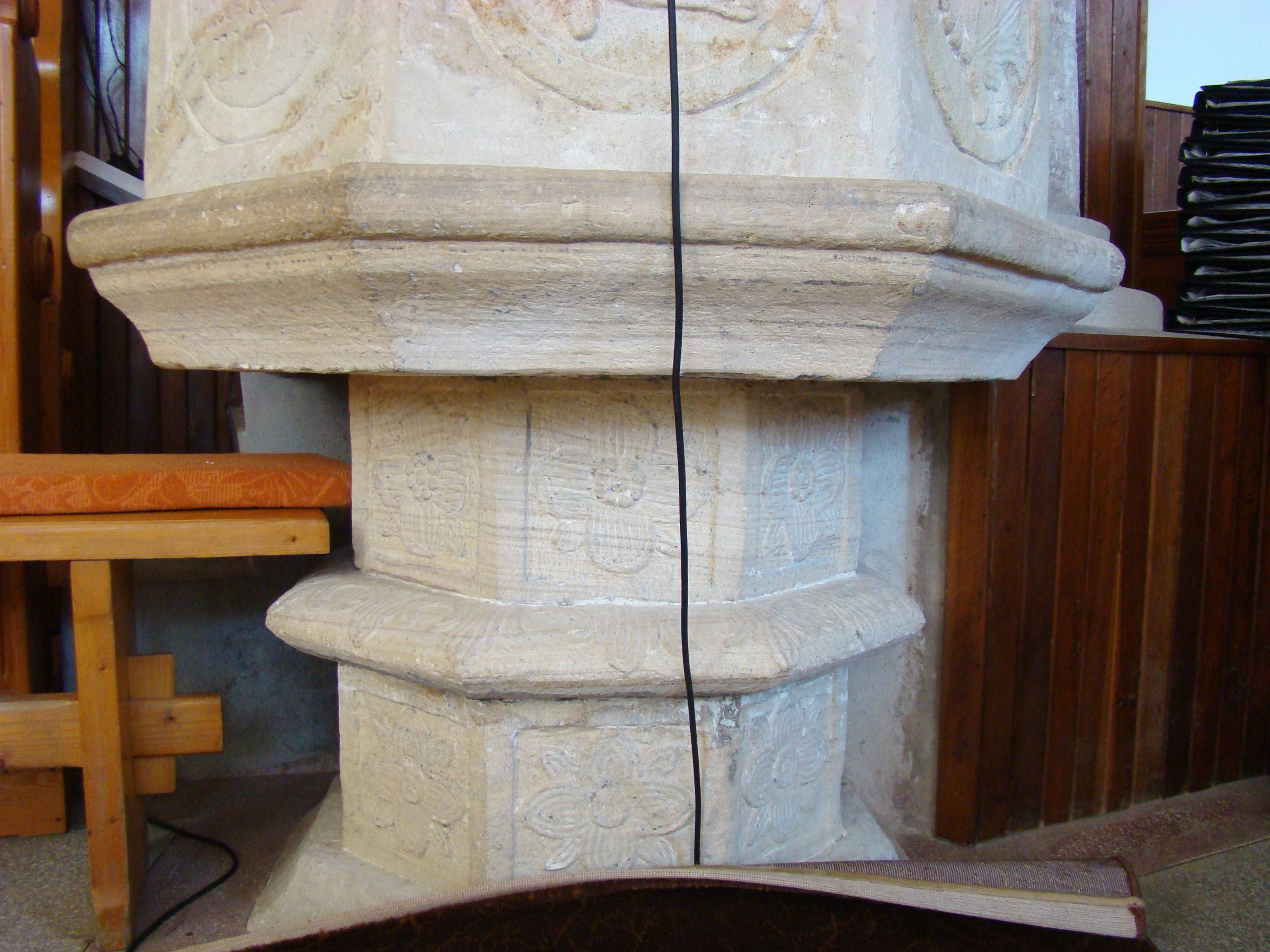
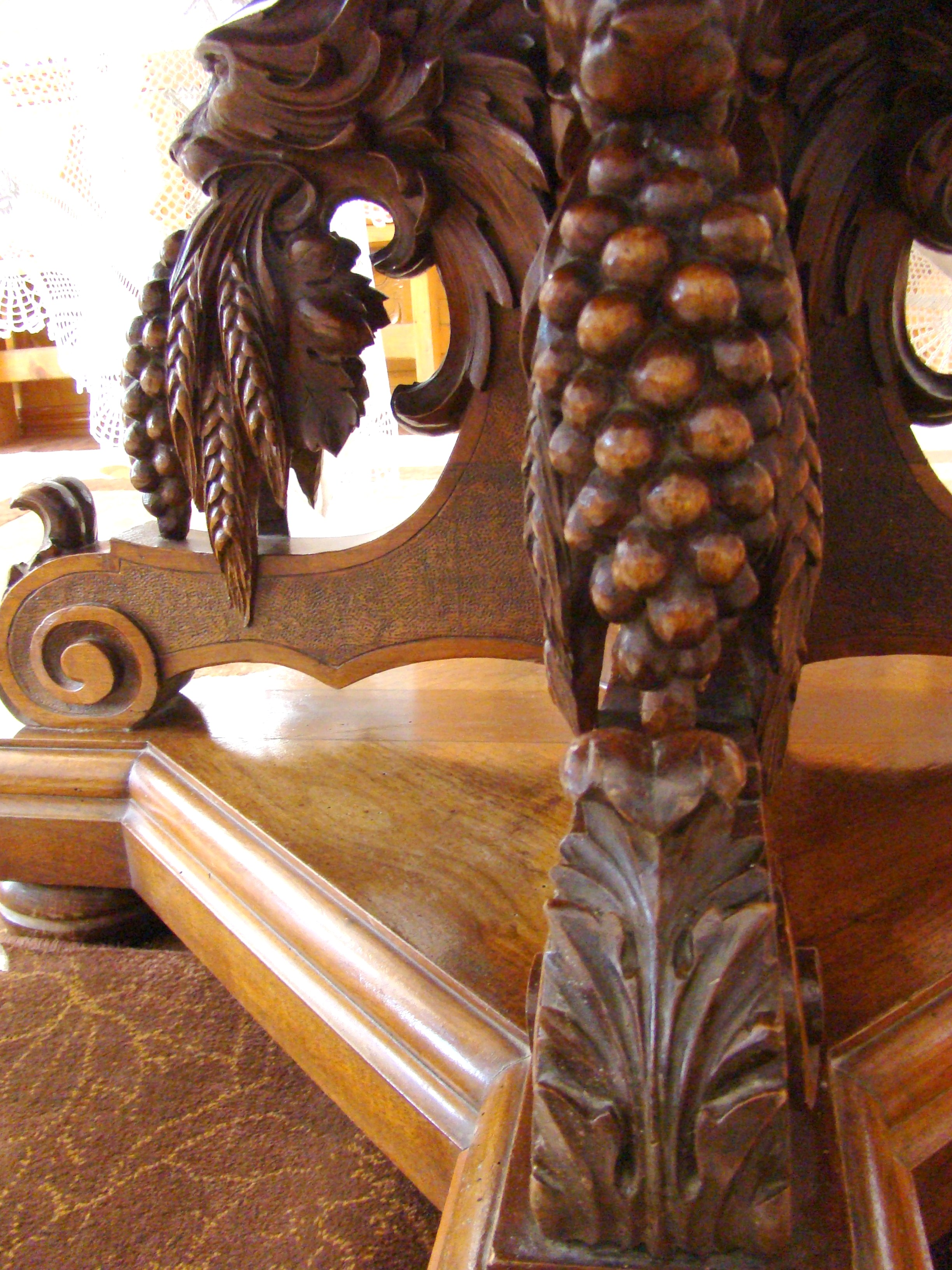
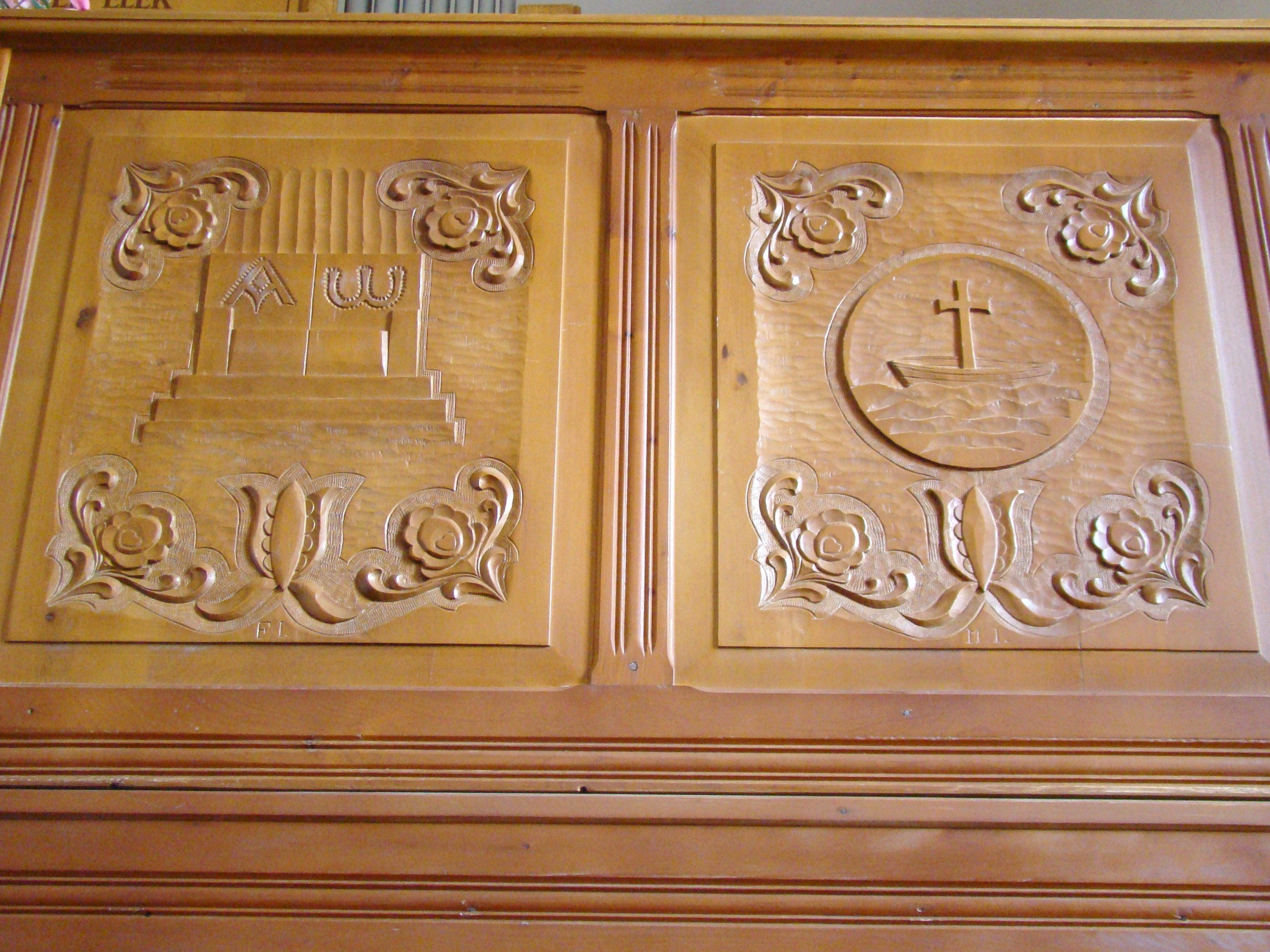
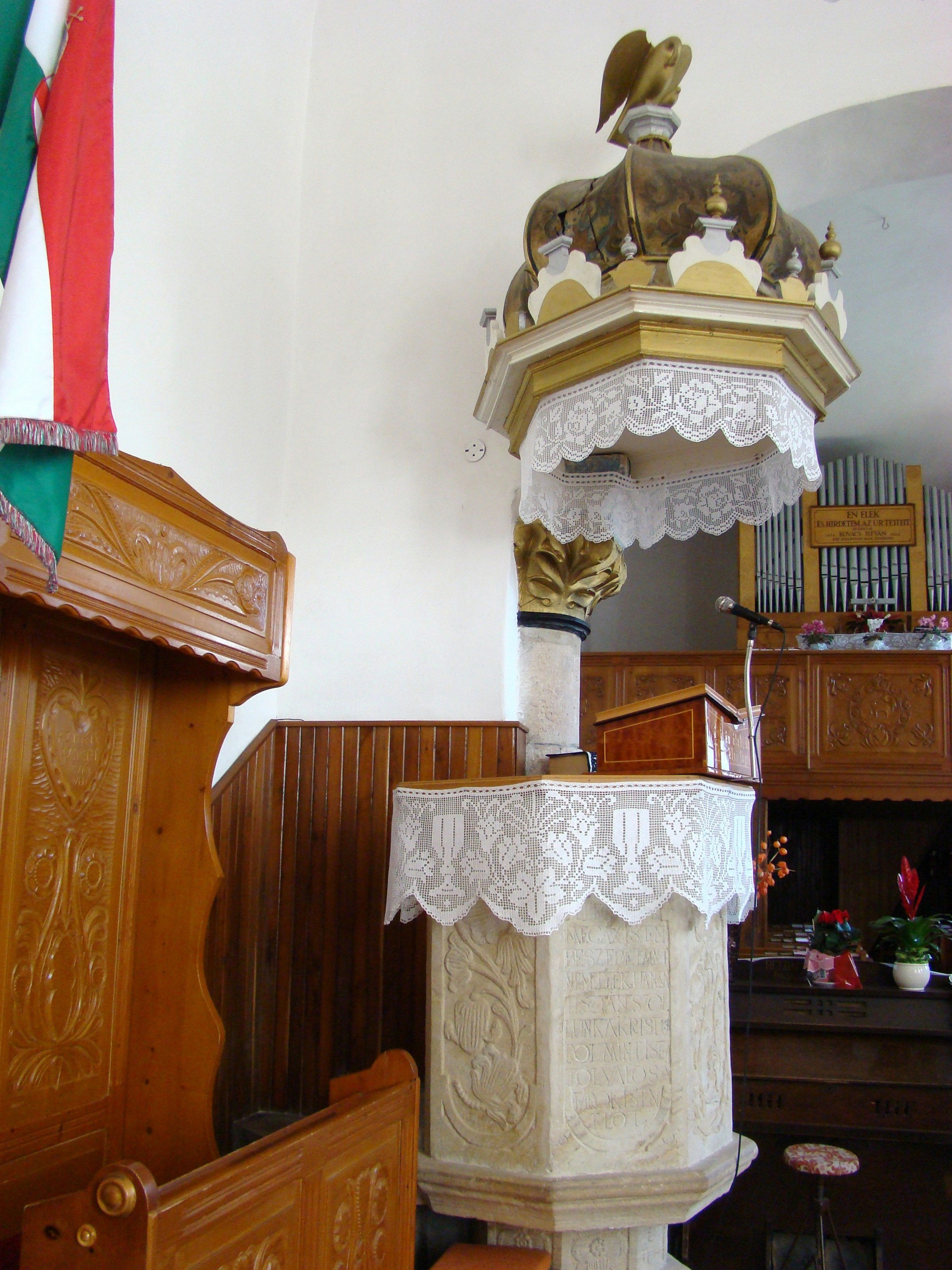
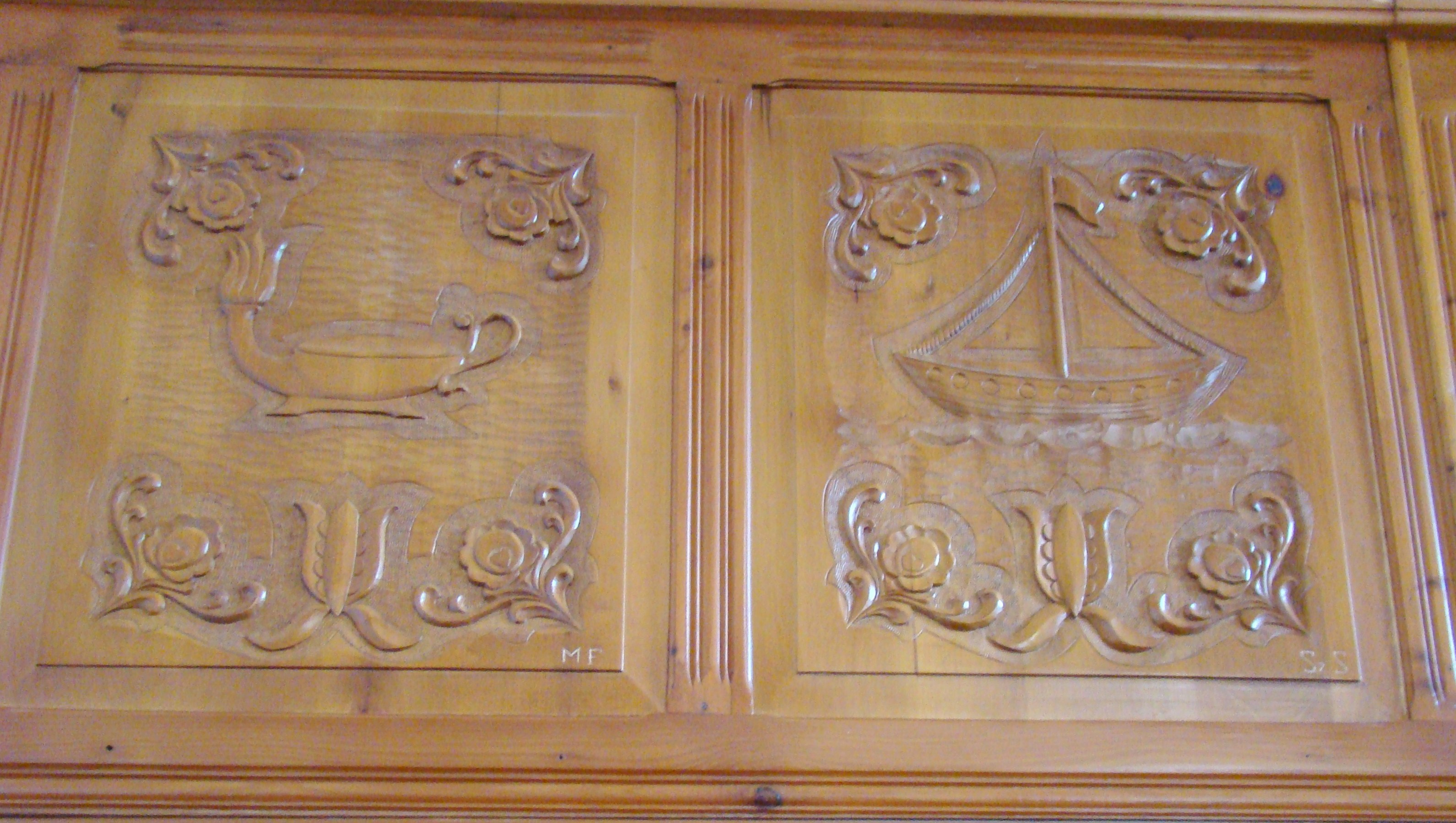
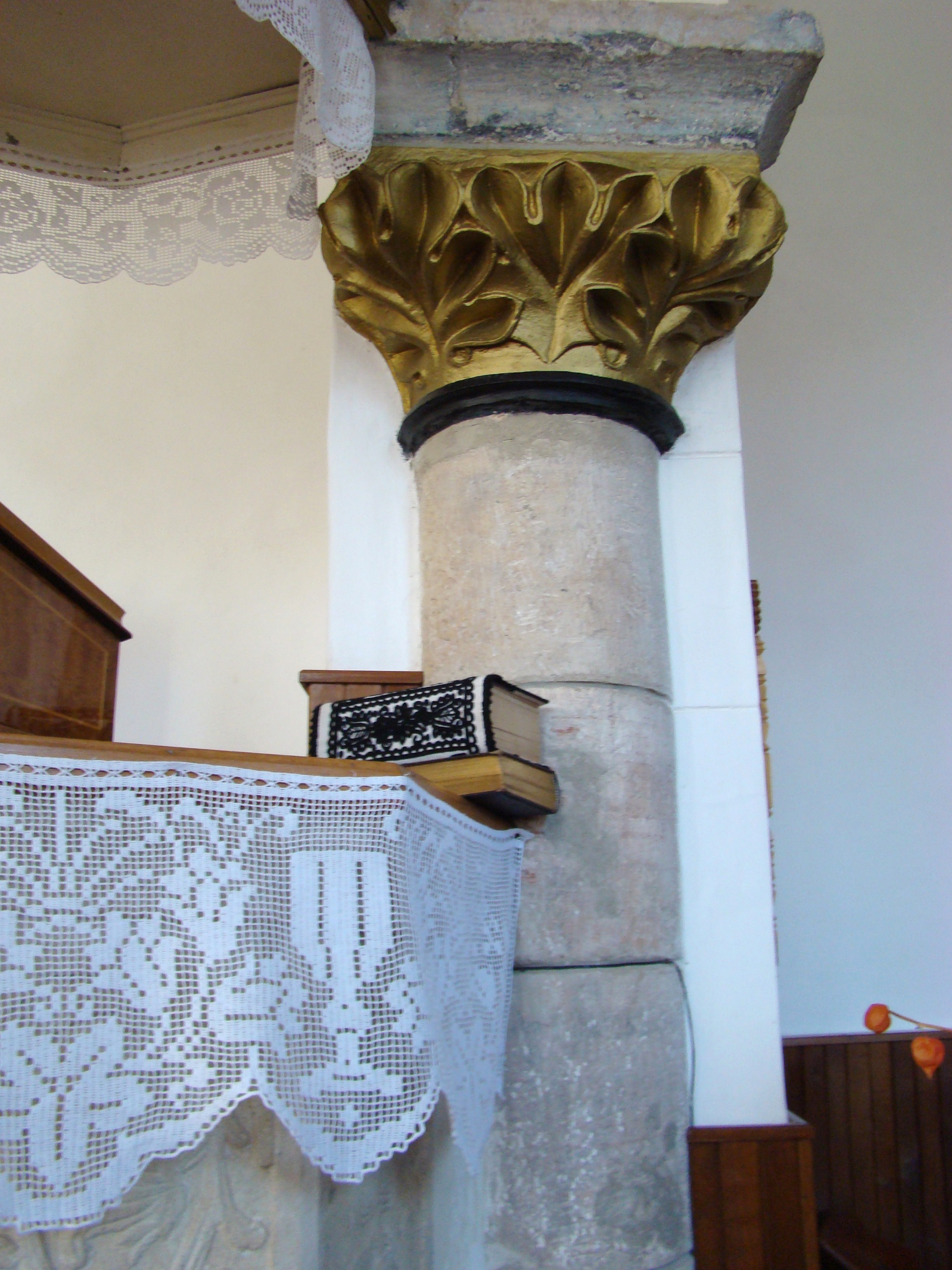
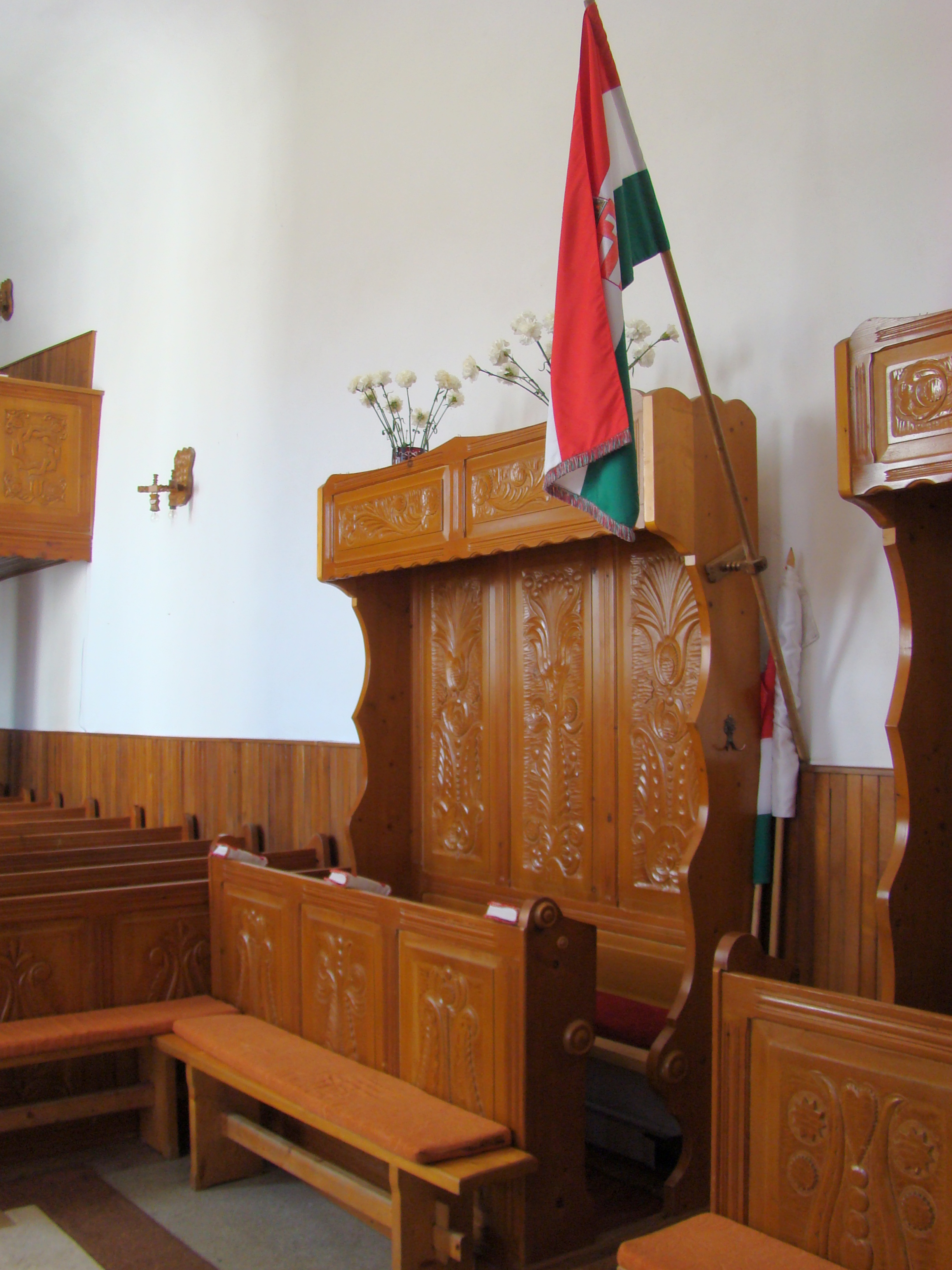
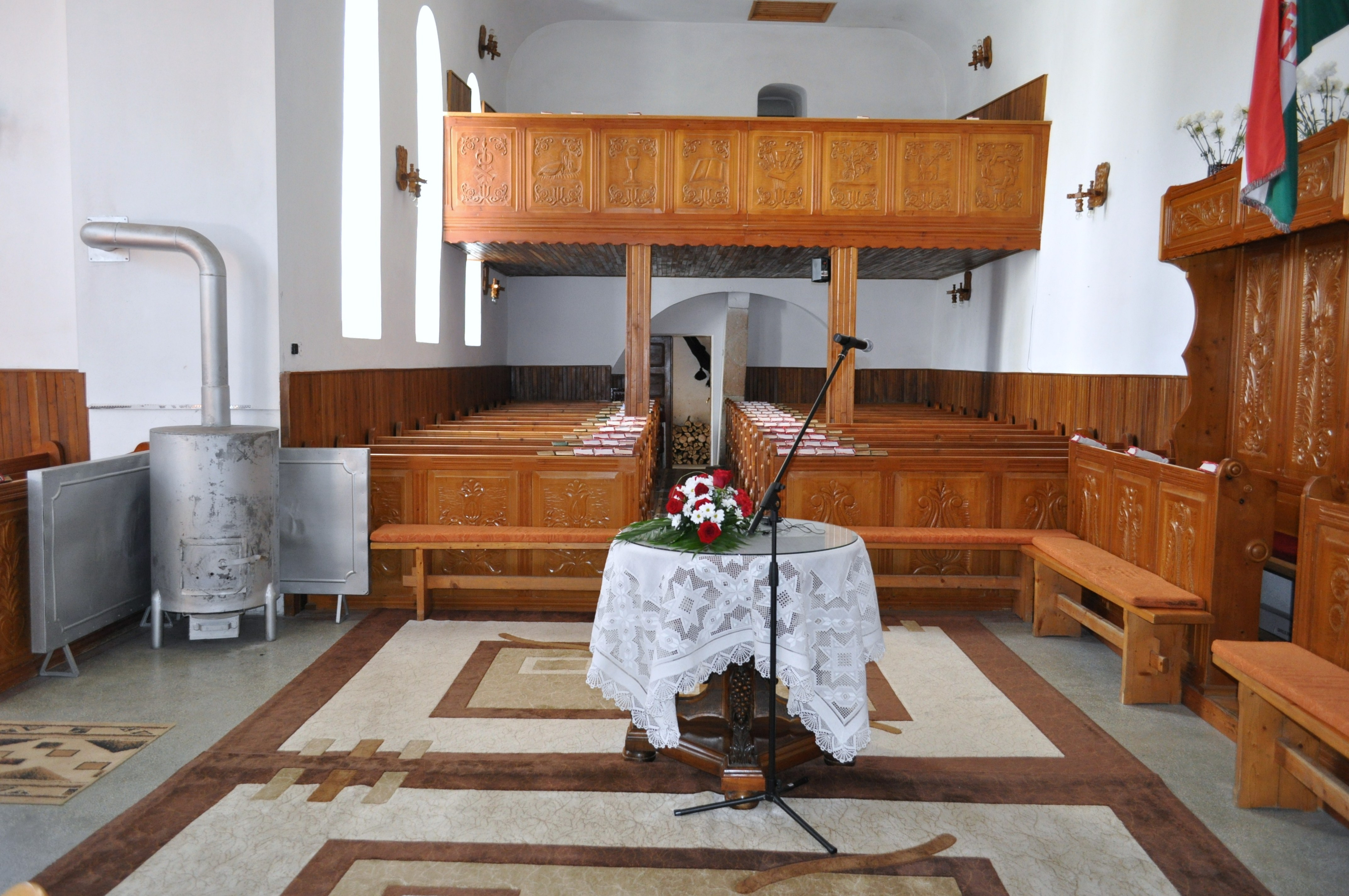
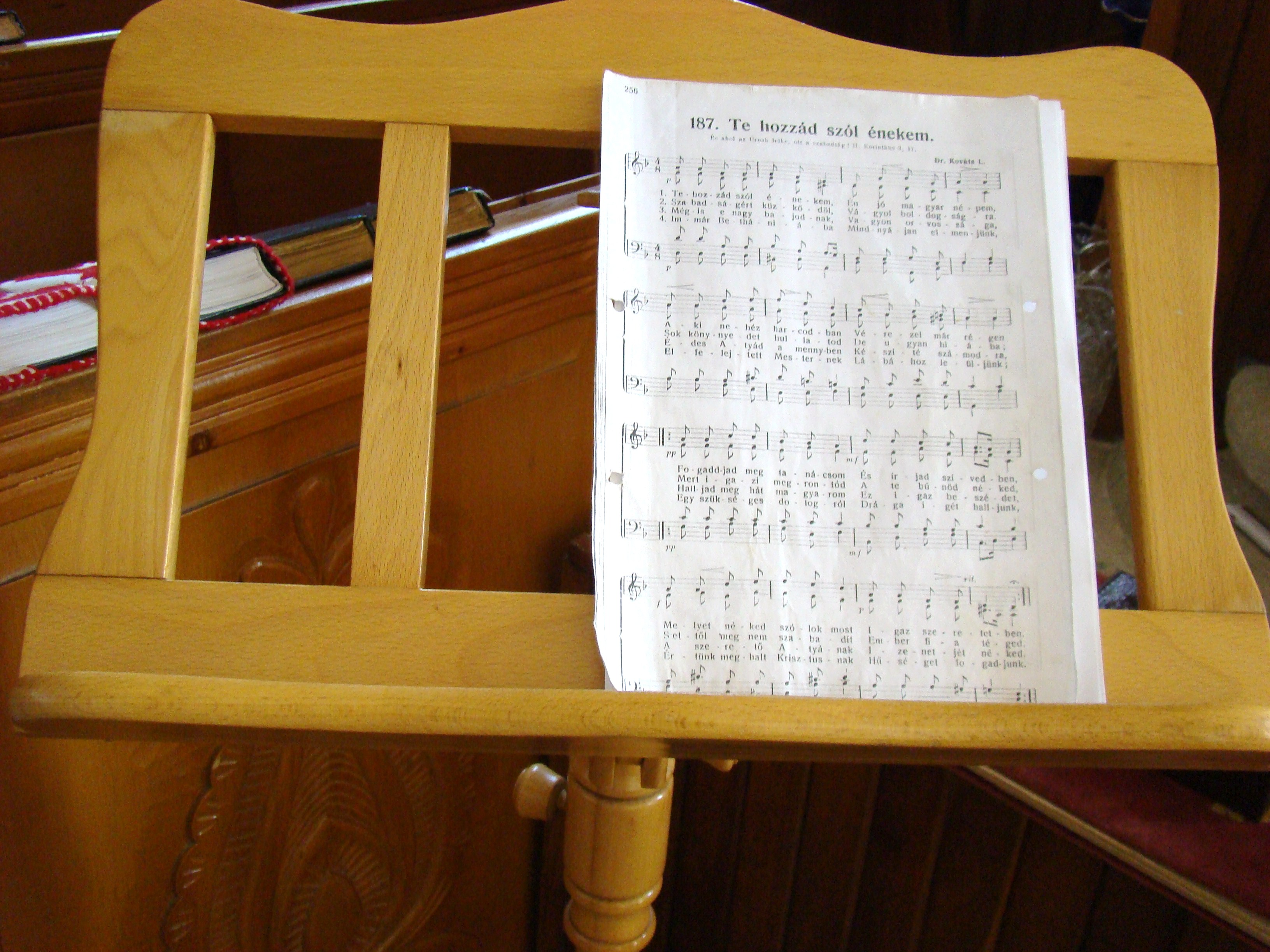
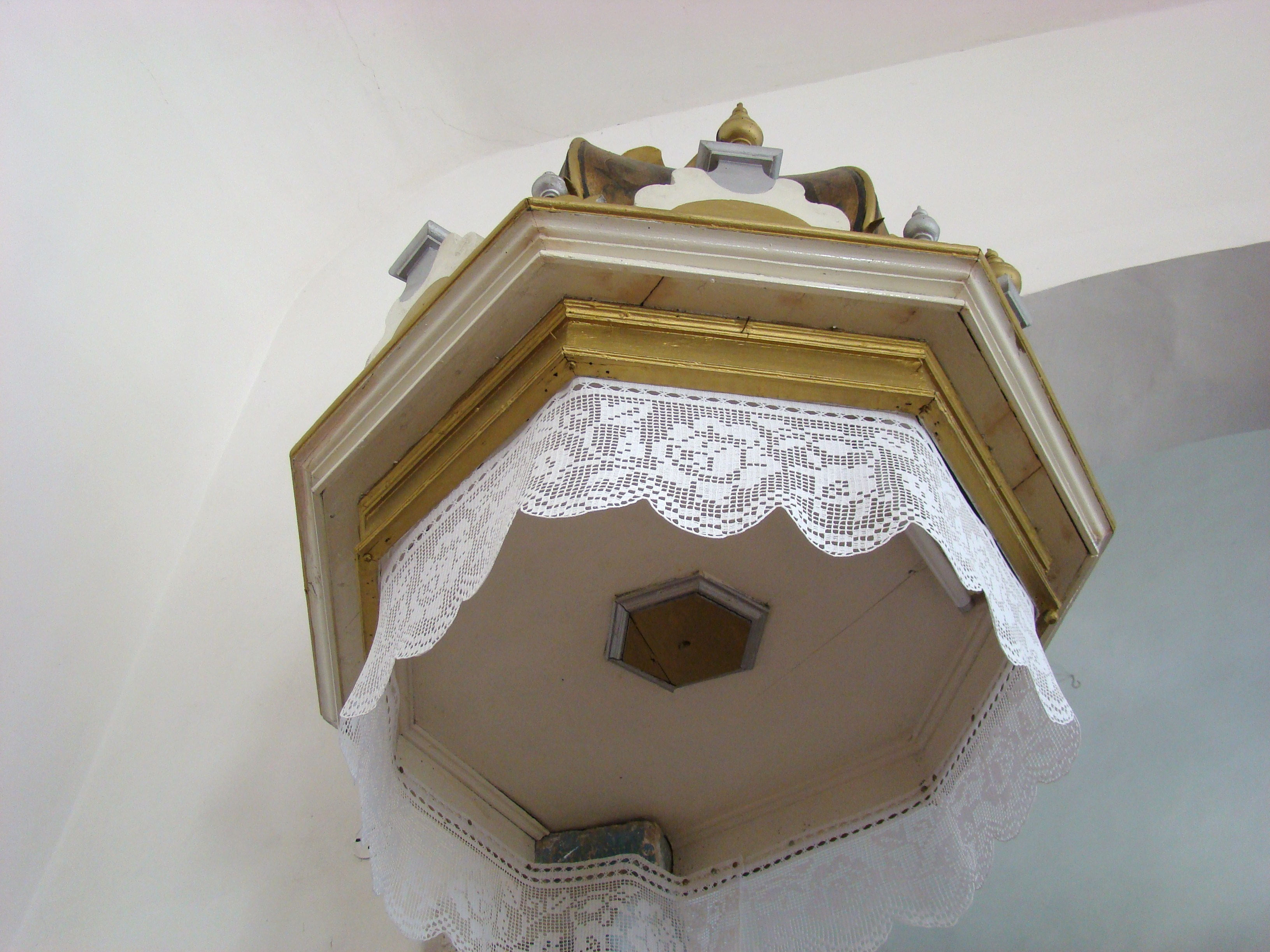
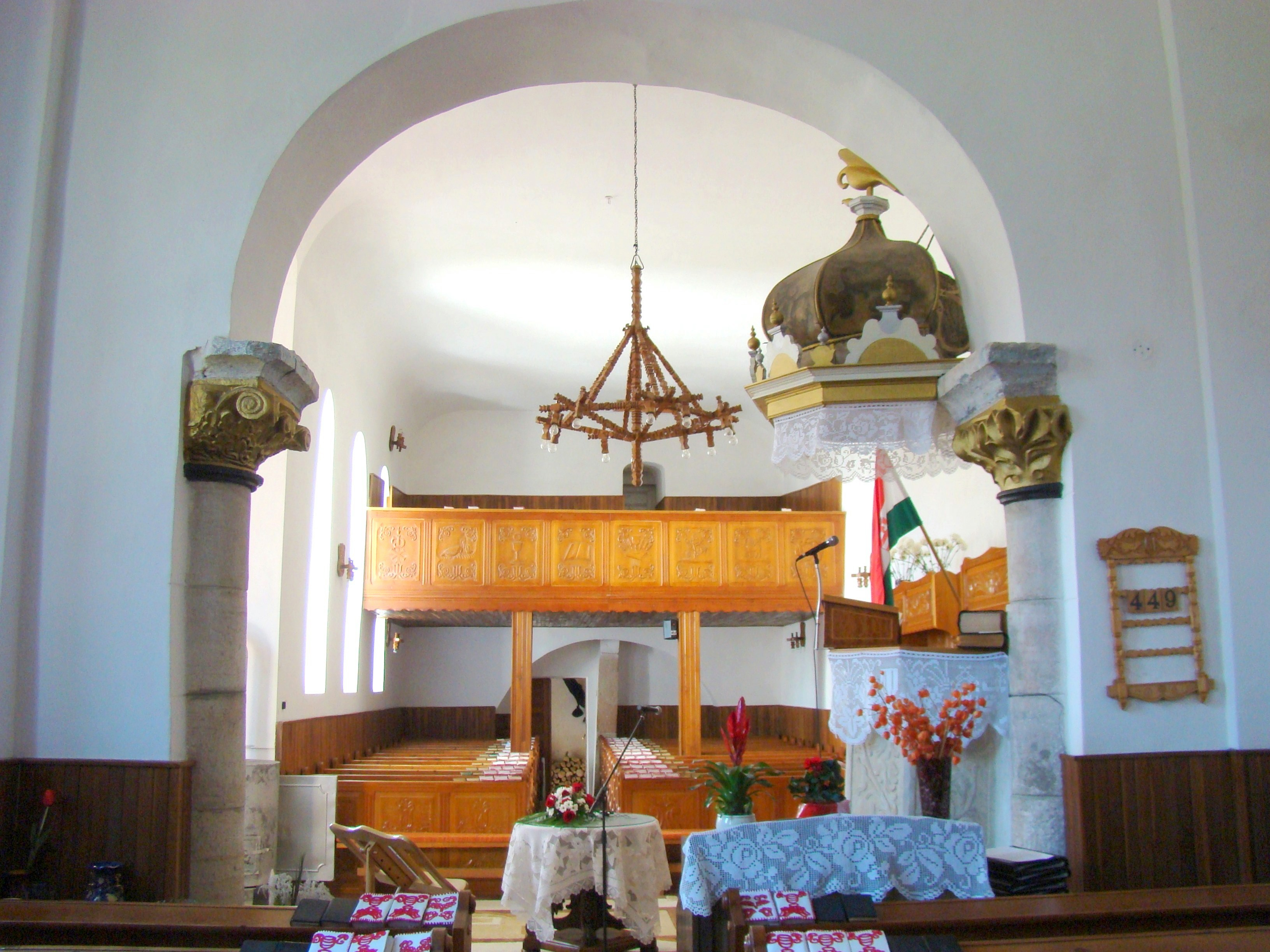
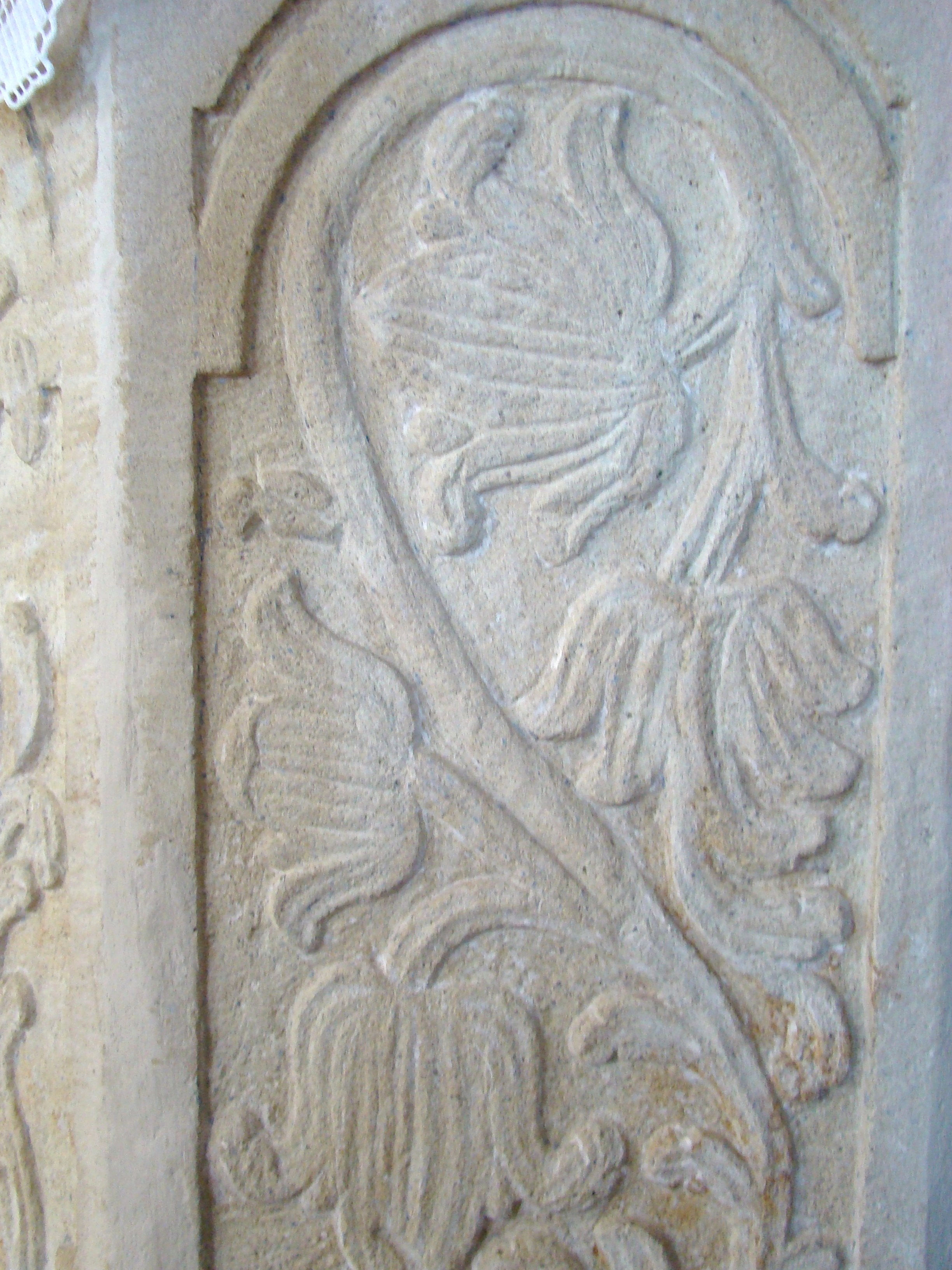
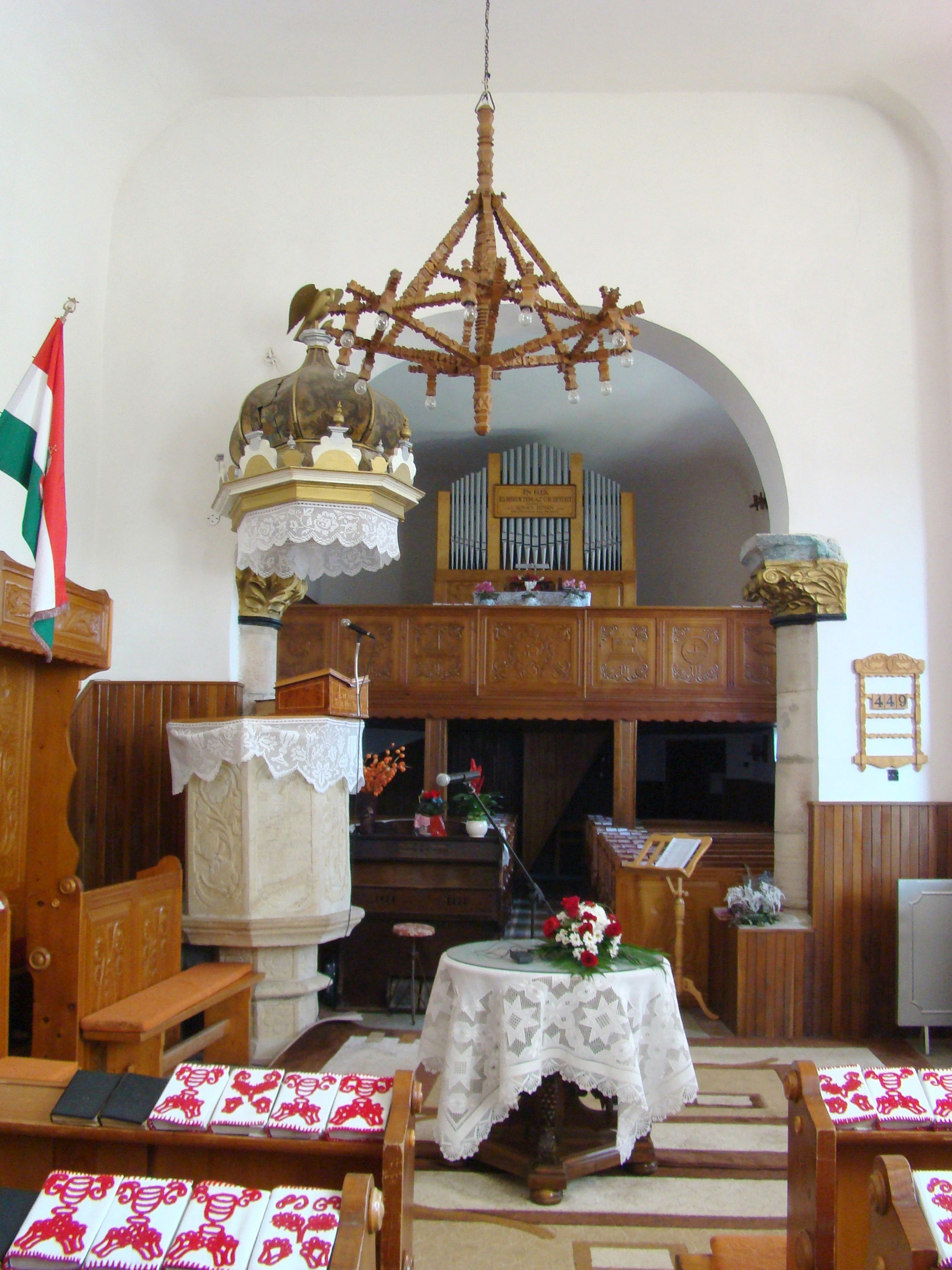
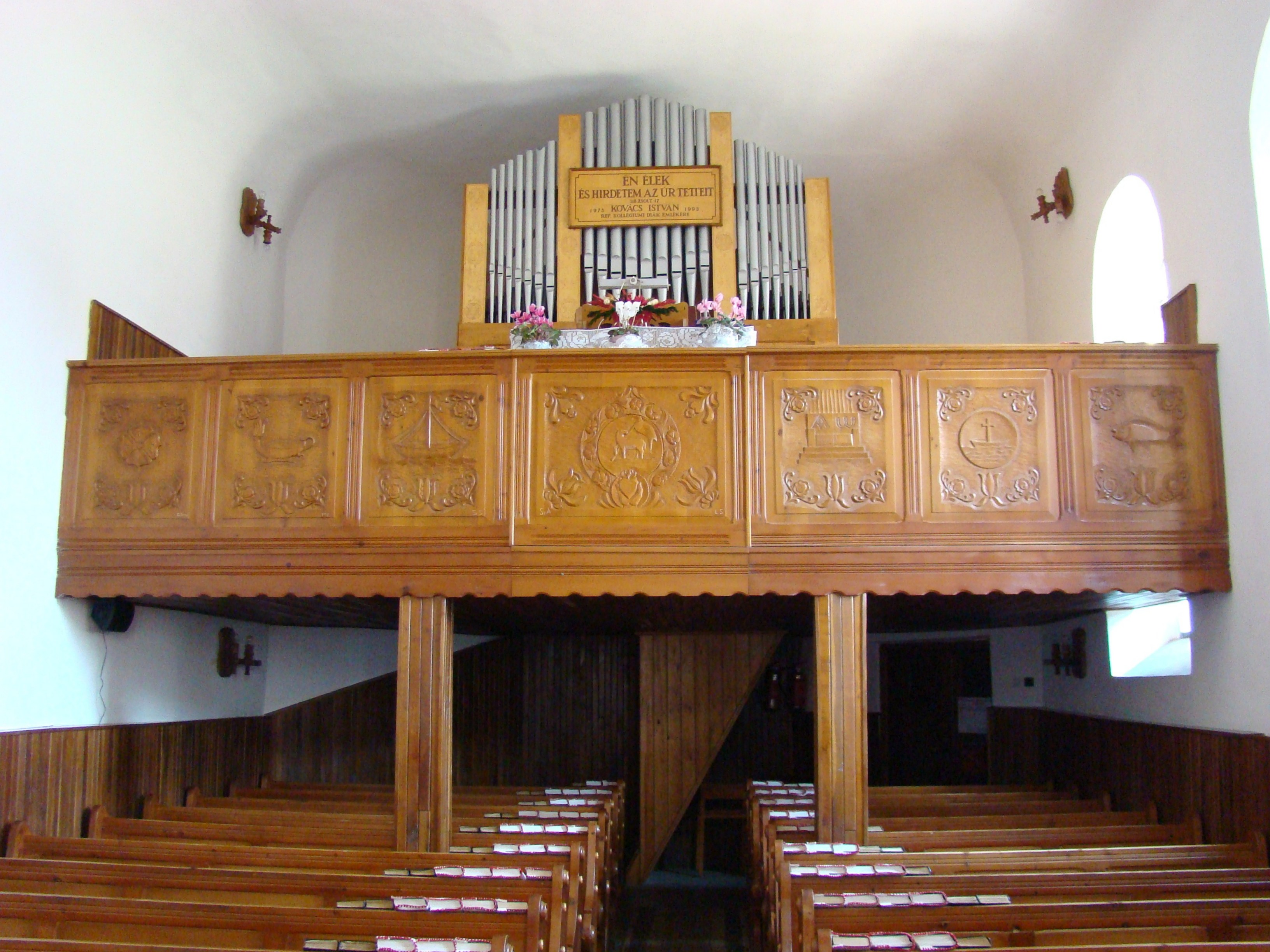
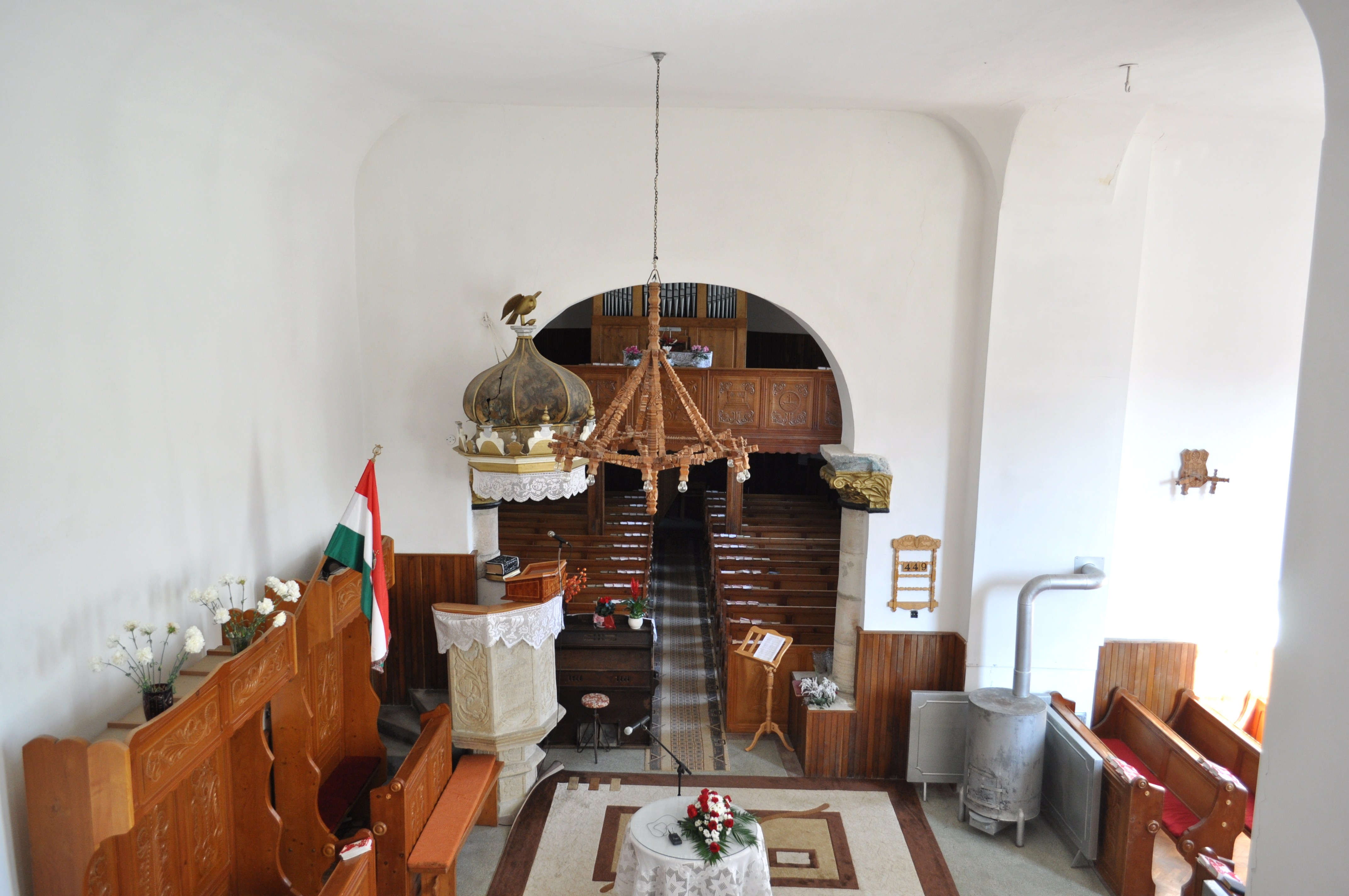

## Vezi și
- Unguraș, Cluj